# Lista de gêneros de Eurypterida

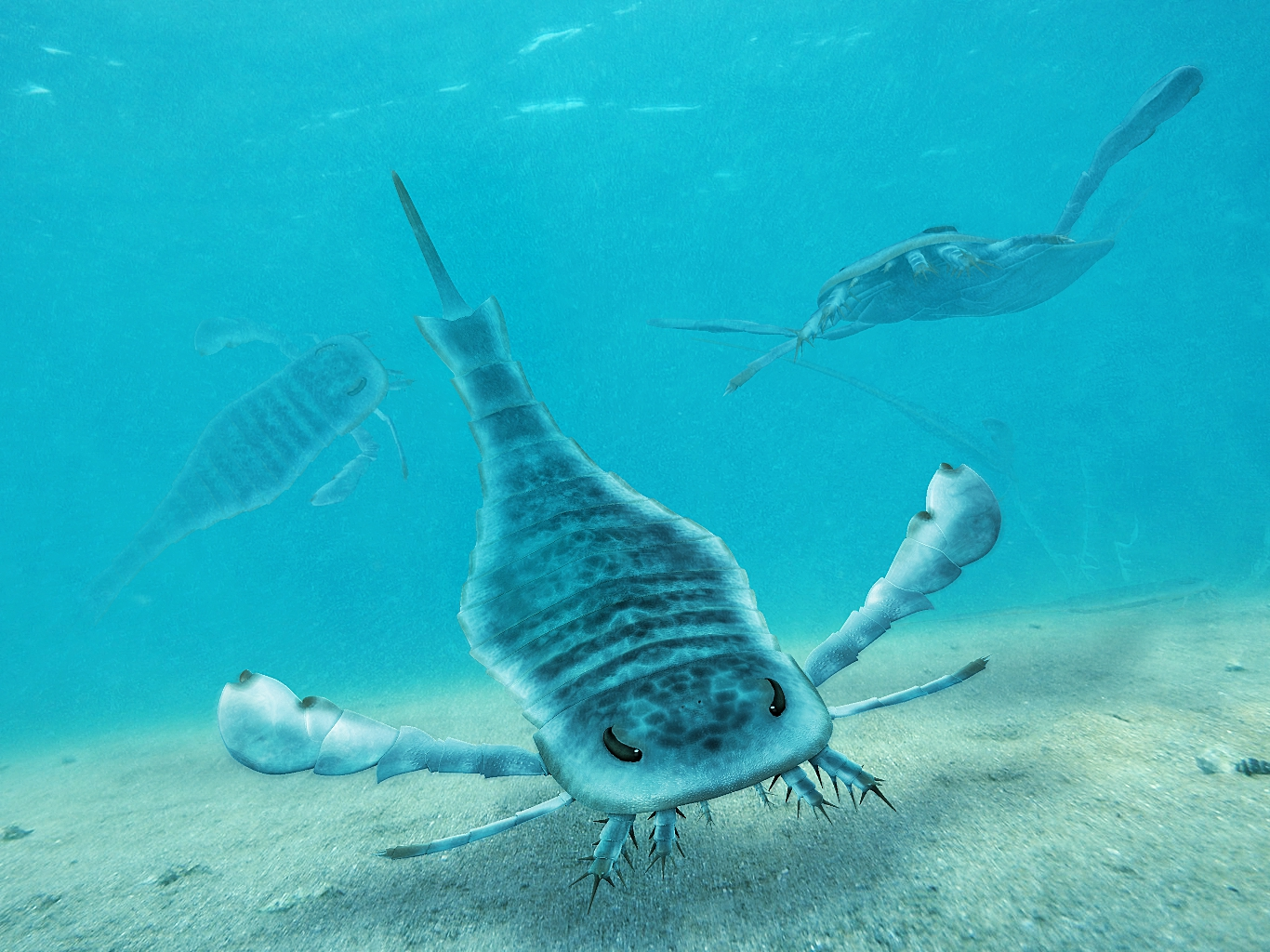
Eurypterus, o fóssil euriptérido mais comum e o primeiro gênero euriptérido a ser descrito

Esta lista de gêneros de euriptéridos é uma listagem abrangente de todos os gêneros que já foram incluídos na ordem Eurypterida, excluindo termos puramente vernaculares. A lista inclui todos os gêneros comumente aceitos, mas também gêneros que agora são considerados inválidos, duvidosos (nomen dubium), ou não foram formalmente publicados (nomen nudum), bem como sinônimos juniores de nomes mais estabelecidos e gêneros que não são mais considerados euriptéridos. A lista atualmente inclui 115 nomes, dos quais 74 são considerados gêneros válidos de euriptéridos.
Existem aproximadamente 250 espécies de euriptéridos reconhecidas como válidas.

## Convenções de nomenclatura e terminologia
Não existe uma lista "oficial" ou "canônica" de gêneros de euriptéridos. O mais próximo disso é encontrado na Lista resumida de aranhas fósseis e seus parentes, atualizada regularmente no World Spider Catalog (Catálogo Mundial de Aranhas). A grande maioria do conteúdo da lista abaixo, incluindo os gêneros válidos, nomes pré-ocupados, sinônimos juniores, classificações taxonômicas e locais de descoberta, baseia-se na edição de 2018 dessa lista. O conteúdo não baseado na lista, como gêneros descritos após sua publicação, é anotado por meio de citações no texto.
As convenções de nomenclatura e terminologia seguem o Código Internacional de Nomenclatura Zoológica (ICZN, da sigla em inglês). Os termos técnicos usados incluem:
- Sinônimo júnior: Um nome que descreve o mesmo táxon que um nome publicado anteriormente. Se dois ou mais gêneros são formalmente designados e os espécimes-tipo são posteriormente atribuídos ao mesmo gênero, o primeiro a ser publicado (em ordem cronológica) é o sinônimo sênior, e todas as outras instâncias são sinônimos juniores. Os sinônimos seniores são geralmente usados, exceto por decisão especial do ICZN, mas os sinônimos juniores não podem ser usados novamente, mesmo que preteridos. A sinonímia júnior é muitas vezes subjetiva, a menos que os gêneros descritos tenham sido ambos baseados no mesmo espécime-tipo.
- Nomen nudum (latim para "nome nu"): Um nome que apareceu impresso, mas ainda não foi formalmente publicado pelos padrões do ICZN. Nomina nuda (a forma plural) são inválidos e, portanto, não são italicizados como um nome genérico próprio seria. Se o nome for posteriormente publicado formalmente, esse nome não será mais um nomen nudum e será italicizado nesta lista. Muitas vezes, o nome formalmente publicado diferirá de quaisquer nomina nuda que descrevam o mesmo espécime.
- Nomen manuscriptum [en] (latim para "nome de manuscrito"): Um nome que aparece no manuscrito de uma publicação formal, mas não revisada por pares, que não tem respaldo científico. Um nomen manuscriptum é equivalente a um nomen nudum em tudo, exceto no método de publicação e descrição.
- Nomen oblitum (latim para "nome esquecido"): Um nome que não foi usado na comunidade científica por mais de cinquenta anos após sua proposta original.
- Nome pré-ocupado: Um nome que é formalmente publicado, mas que já foi usado para outro táxon. Este segundo uso é inválido (assim como todos os usos subsequentes) e o nome deve ser substituído. Como os nomes pré-ocupados não são nomes genéricos válidos, eles também não serão italicizados nesta lista.
- Nomen dubium (latim para "nome duvidoso"): Um nome que descreve um fóssil sem características diagnósticas únicas.

## Gêneros de euriptéridos
| \| Gênero \| Autor(es) \| Ano \| Status \| Idade \| Localização \| Notas \| \| ------------------------- \| ------------------------------------------------- \| --------- \| --------------------------- \| ----------------------- \| --------------------------------------------------------------------------------- \| --------------------------------------------------------------------------------------- \| \| Acanthoeurypterus \| Kjellesvig-Waering \| N/A \| Sinônimo Jr. \| N/A \| N/A \| Nomen manuscriptum [en], também considerado como sinônimo de Eurypterus.[2] \| \| Acutiramus \| Ruedemann \| 1935 [en] \| Válido \| Siluriano - Devoniano \| - Austrália[3] - Estados Unidos - República Tcheca - Canadá \| \| \| Adelophthalmus \| Jordan \| 1854 [en] \| Válido \| Devoniano - Permiano \| Quase cosmopolita, ver artigo. \| \| \| Alkenopterus [en] \| Størmer \| 1974 [en] \| Válido \| Devoniano \| - Alemanha \| \| \| Alloeurypterus \| Kjellesvig-Waering \| N/A \| Sinônimo Jr. \| N/A \| N/A \| Nomen manuscriptum [en], também considerado como sinônimo de Eurypterus.[2] \| \| Angustidontus [en] \| Cooper \| 1936 [en] \| Identificação incorreta[4] \| N/A \| N/A \| Identificado incorretamente, um crustáceo. \| \| Anthraconectes \| Meek & Worthen \| 1868 [en] \| Sinônimo Jr. \| N/A \| N/A \| Sinônimo de Adelophthalmus. \| \| Baltoeurypterus \| Størmer \| 1973 [en] \| Sinônimo Jr. \| N/A \| N/A \| Sinônimo de Eurypterus. \| \| Bassipterus \| Kjellesvig-Waering & Leutze \| 1966 [en] \| Válido \| Siluriano \| - Estados Unidos \| \| \| Belinuropsis [en] \| Matthew \| 1910 [en] \| Nomen dubium \| Carbonífero \| - Canadá \| Mal preservado demais para ser atribuído a qualquer grupo particular de artrópodes.[5] \| \| Bembicosoma [en] \| Laurie \| 1899 [en] \| Identificação incorreta[6] \| N/A \| N/A \| Identificado incorretamente, um gênero basal em Planaterga [en]. \| \| Borchgrevinkium \| Novojilov \| 1959 [en] \| Identificação incorreta[1] \| N/A \| N/A \| Identificado incorretamente, possivelmente um prosomápode [en] basal. \| \| Brachyopterella [en] \| Kjellesvig-Waering \| 1966 [en] \| Válido \| Siluriano \| - Noruega - Escócia \| \| \| Brachyopterus [en] \| Størmer \| 1951 [en] \| Válido \| Ordoviciano \| - País de Gales \| \| \| Bunodella \| Matthew \| 1889 [en] \| Nomen dubium \| Siluriano \| - Canadá \| Afinidades incertas, provavelmente sinônimo de Acutiramus.[7] \| \| Buffalopterus [en] \| Kjellesvig-Waering & Heubusch \| 1962 [en] \| Válido \| Siluriano \| - Estados Unidos \| \| \| Campylocephalus \| Eichwald \| 1860 [en] \| Válido \| Carbonífero - Permiano \| - Rússia - República Tcheca \| \| \| Campylognathus \| Diener \| 1924 [en] \| Pré-ocupado[8] \| N/A \| N/A \| Pré-ocupado por um gênero de percevejos [en], alterado para Campylocephalus. \| \| Carcinosoma \| Claypole \| 1890 [en] \| Válido \| Siluriano \| - Inglaterra - Canadá - Estados Unidos - Escócia \| \| \| Ciurcopterus \| Tetlie & Briggs \| 2009 [en] \| Válido \| Siluriano \| - Estados Unidos \| \| \| Clarkeipterus [en] \| Kjellesvig-Waering \| 1966 [en] \| Válido \| Siluriano \| - Estados Unidos \| \| \| Clintonipterus \| Kjellesvig-Waering \| N/A \| Nomen nudum \| N/A \| N/A \| Nome informal que aparece apenas em notas em gavetas de museu.[9] \| \| Ctenopterus [en] \| Clarke & Ruedemann \| 1912 [en] \| Válido \| Siluriano \| - Estados Unidos \| \| \| Curviramus \| Ruedemann \| 1935 [en] \| Sinônimo Jr. \| N/A \| N/A \| Sinônimo de Pterygotus. \| \| Cyrtoctenus \| Størmer & Waterston \| 1968 [en] \| Sinônimo Jr. \| N/A \| N/A \| Sinônimo de Hibbertopterus.[10] \| \| Dolichocephala [en] \| Claypole \| 1883 [en] \| Pré-ocupado \| N/A \| N/A \| Pré-ocupado por um gênero de moscas [en], sinônimo de Hallipterus [en]. \| \| Dolichopterus [en] \| Hall \| 1859 [en] \| Válido \| Siluriano \| - Estados Unidos - Suécia \| \| \| Dorfopterus \| Kjellesvig-Waering \| 1955 [en] \| Válido \| Devoniano \| - Estados Unidos \| \| \| Drepanopterus [en] \| Laurie \| 1892 [en] \| Válido \| Siluriano - Devoniano \| - Escócia - Inglaterra - Canadá \| \| \| Dunsopterus \| Waterston \| 1968 [en] \| Sinônimo Jr. \| N/A \| N/A \| Sinônimo de Hibbertopterus.[10] \| \| Echinognathus \| Walcott \| 1882 [en] \| Válido \| Ordoviciano \| - Estados Unidos \| \| \| Eocarcinosoma \| Caster & Kjellesvig-Waering \| 1964 [en] \| Válido \| Ordoviciano \| - Estados Unidos \| \| \| Erettopterus \| Salter \| 1859 [en] \| Válido \| Siluriano - Devoniano \| - Canadá - Inglaterra - Estônia - Noruega - Escócia - Suécia - Estados Unidos \| \| \| Erieopterus [en] \| Kjellesvig-Waering \| 1958 [en] \| Válido \| Siluriano - Devoniano \| - Estados Unidos - Canadá - Noruega - Alemanha \| \| \| Eidothea \| Scouler \| 1831 [en] \| Pré-ocupado[11] \| N/A \| N/A \| Nome pré-ocupado, alterado para Campylocephalus. \| \| Eurypterella [en] \| Matthew \| 1888 [en] \| Nomen dubium \| Carbonífero \| - Canadá \| Mal preservado demais para ser atribuído a qualquer grupo particular de artrópodes.[12] \| \| Eurypterus \| de Kay \| 1825 [en] \| Válido \| Siluriano \| - Noruega - Inglaterra - Estados Unidos - Suécia - Estônia \| \| \| Eurysoma \| Claypole \| 1890 [en] \| Pré-ocupado \| N/A \| N/A \| Nome pré-ocupado, alterado para Carcinosoma. \| \| Eusarcana \| Strand \| 1942 [en] \| Válido \| Siluriano - Devoniano \| - Escócia - República Tcheca - Estados Unidos \| \| \| Eusarcus \| Grote & Pitt \| 1875 [en] \| Pré-ocupado \| N/A \| N/A \| Nome pré-ocupado, alterado para Eusarcana. \| \| Eysyslopterus \| Tetlie & Poschmann \| 2008 [en] \| Válido \| Siluriano \| - Estônia \| \| \| Glaucodes [en] \| Pruvost \| 1923 [en] \| Sinônimo Jr.[13] \| N/A \| N/A \| Sinônimo de Mycterops [en]. \| \| Glyptoscorpius \| Peach \| 1882 [en] \| Sinônimo Jr. \| N/A \| N/A \| Sinônimo de Adelophthalmus. \| \| Grossopterus [en] \| Størmer \| 1934 [en] \| Válido \| Devoniano \| - Alemanha - Israel \| \| \| Hallipterus [en] \| Kjellesvig-Waering \| 1963 [en] \| Válido \| Devoniano \| - Estados Unidos \| \| \| Hardieopterus [en] \| Waterston \| 1979 [en] \| Válido \| Siluriano \| - Escócia - Inglaterra - Estados Unidos \| \| \| Hastimima [en] \| White \| 1908 [en] \| Válido \| Permiano \| - Brasil - África do Sul - Estados Unidos \| \| \| Herefordopterus \| Tetlie \| 2006 [en] \| Válido \| Siluriano \| - Inglaterra \| \| \| Hibbertopterus \| Kjellesvig-Waering \| 1959 [en] \| Válido \| Carbonífero \| - Bélgica - República Tcheca - Irlanda - Escócia - África do Sul \| \| \| Himantopterus \| Salter \| 1856 [en] \| Pré-ocupado[14] \| N/A \| N/A \| Homônimo júnior indisponível, substituído pelo nome Erettopterus \| \| Holmipterus \| Kjellesvig-Waering \| 1979 [en] \| Válido \| Siluriano \| - Suécia \| \| \| Hughmilleria \| Sarle \| 1903 [en] \| Válido \| Siluriano \| - Estados Unidos - China \| \| \| Jaekelopterus \| Waterston \| 1964 [en] \| Válido \| Devoniano \| - Estados Unidos - Alemanha \| \| \| Kiaeropterus [en] \| Waterston \| 1979 [en] \| Válido \| Siluriano \| - Noruega - Escócia \| \| \| Kockurus [en] \| Chlupáč \| 1995 [en] \| Identificação incorreta \| N/A \| N/A \| Identificado incorretamente, provavelmente representa um aglaspidídeo. \| \| Kodymirus [en] \| Chlupáč \| 1995 [en] \| Identificação incorreta \| N/A \| N/A \| Identificado incorretamente, provavelmente representa um aglaspidídeo. \| \| Kokomopterus [en] \| Kjellesvig-Waering \| 1966 [en] \| Válido \| Siluriano \| - Estados Unidos \| \| \| Lanarkopterus [en] \| Ritchie \| 1968 [en] \| Válido \| Siluriano \| - Escócia \| \| \| Lamontopterus [en] \| Waterston \| 1979 [en] \| Válido \| Siluriano \| - Escócia \| \| \| Laurieipterus [en] \| Kjellesvig-Waering \| 1966 [en] \| Válido \| Siluriano \| - Escócia \| \| \| Leiopterella [en] \| Lamsdell, Braddy, Loeffler & Dineley \| 2010 [en] \| Válido \| Devoniano \| - Canadá \| \| \| Lepidoderma \| Reuss \| 1855 [en] \| Sinônimo Jr. \| N/A \| N/A \| Sinônimo de Adelophthalmus. \| \| Marsupipterus [en] \| Caster & Kjellesvig-Waering \| 1955 [en] \| Válido \| Siluriano \| - Inglaterra \| \| \| Mazonipterus \| Kjellesvig-Waering \| 1963 [en] \| Identificação incorreta \| N/A \| N/A \| Identificado incorretamente, uma planta. \| \| Megalograptus \| Miller \| 1874 [en] \| Válido \| Ordoviciano \| - Estados Unidos \| \| \| Megarachne \| Hünicken \| 1980 [en] \| Válido \| Carbonífero - Permiano \| - Argentina \| \| \| Melbournopterus [en] \| Caster & Kjellesvig-Waering \| 1953 [en] \| Identificação incorreta \| N/A \| N/A \| Identificado incorretamente, um braquiópode. \| \| Mixopterus \| Ruedemann \| 1921 [en] \| Válido \| Siluriano \| - Noruega - Estônia - Estados Unidos \| \| \| Moselopterus [en] \| Størmer \| 1974 [en] \| Válido \| Devoniano \| - Alemanha - Letônia \| \| \| Mycterops [en] \| Cope \| 1886 [en] \| Válido \| Carbonífero \| - Escócia - Bélgica - Estados Unidos \| \| \| Nanahughmilleria \| Kjellesvig-Waering \| 1961 [en] \| Válido \| Siluriano - Devoniano \| - Inglaterra - Noruega - Rússia - Escócia - Estados Unidos \| \| \| Necrogammarus \| Woodward \| 1870 [en] \| Válido \| Siluriano \| - Inglaterra \| \| \| Onychopterella [en] \| Størmer \| 1951 [en] \| Válido \| Ordoviciano - Siluriano \| - África do Sul - Estados Unidos \| \| \| Onychopterus [en] \| Miller & Gurley \| 1896 [en] \| Pré-ocupado[13] \| N/A \| N/A \| Nome pré-ocupado, alterado para Onychopterella [en]. \| \| Orcanopterus [en] \| Stott, Tetlie, Braddy, Nowlan, Glasser & Devereux \| 2005 [en] \| Válido \| Ordoviciano \| - Canadá \| \| \| Pagea [en] \| Waterston \| 1962 [en] \| Válido \| Devoniano \| - Canadá \| \| \| Paracarcinosoma \| Caster & Kjellesvig-Waering \| 1964 [en] \| Sinônimo Jr. \| N/A \| N/A \| Sinônimo de Eusarcana. \| \| Paraeurypterus [en] \| Lamsdell, Hoşgör & Selden \| 2013 [en] \| Válido \| Ordoviciano \| - Turquia \| \| \| Parahughmilleria \| Kjellesvig-Waering \| 1961 [en] \| Válido \| Siluriano - Devoniano \| - Canadá - Inglaterra - Alemanha - Luxemburgo - Rússia - Escócia - Estados Unidos \| \| \| Parastylonurus [en] \| Kjellesvig-Waering \| 1966 [en] \| Válido \| Siluriano \| - Escócia - Inglaterra \| \| \| Parka [en] \| Fleming \| 1831 [en] \| Identificação incorreta[15] \| N/A \| N/A \| Identificado incorretamente, uma planta. \| \| Pentecopterus[16] \| Lamsdell et al. \| 2015 [en] \| Válido \| Ordoviciano \| - Estados Unidos \| \| \| Pentlandopterus [en] \| Lamsdell, Hoşgör & Selden \| 2013 [en] \| Válido \| Ordoviciano \| - Escócia \| \| \| Pittsfordipterus \| Kjellesvig-Waering & Leutze \| 1966 [en] \| Válido \| Siluriano \| - Estados Unidos \| \| \| Polystomurum [en][17] \| Novojilov \| 1958 [en] \| Identificação incorreta \| N/A \| N/A \| Identificado incorretamente, um euquelicerado não classificado.[1] \| \| Polyzosternites \| Goldenberg \| 1873 [en] \| Sinônimo Jr. \| N/A \| N/A \| Sinônimo de Adelophthalmus. \| \| Pterygotus \| Agassiz \| 1839 [en] \| Válido \| Siluriano - Devoniano \| Quase cosmopolita, ver artigo. \| \| \| Rhenopterus [en] \| Størmer \| 1936 [en] \| Válido \| Devoniano \| - Alemanha \| \| \| Rhinocarcinosoma \| Novojilov \| 1962 [en] \| Válido \| Siluriano \| - Estados Unidos - Vietnã \| \| \| Ruedemannipterus [en] \| Kjellesvig-Waering \| 1966 [en] \| Válido \| Siluriano \| - Estados Unidos \| \| \| Salteropterus \| Kjellesvig-Waering \| 1951 [en] \| Válido \| Siluriano \| - Inglaterra \| \| \| Sidneyia [en] \| Walcott \| 1911 [en] \| Identificação incorreta[18] \| N/A \| N/A \| Identificado incorretamente, um aracnomorfo.[19] \| \| Slimonia \| Page \| 1856 [en] \| Válido \| Siluriano \| - Inglaterra - Escócia - Bolívia \| \| \| Soligorskopterus [en][20] \| Plax, Lamsdell, Vrazo & Barbikov \| 2018 [en] \| Válido \| Devoniano \| - Bielorrússia \| \| \| Stoermeropterus [en] \| Lamsdell \| 2011 [en] \| Válido \| Devoniano \| - Noruega - Escócia - Estados Unidos \| \| \| Strabops \| Beecher \| 1901 [en] \| Identificação incorreta[21] \| N/A \| N/A \| Identificado incorretamente, um strabopídeo [en]. \| \| Strobilopterus [en] \| Ruedemann \| 1935 [en] \| Válido \| Siluriano - Devoniano \| - Estônia - Estados Unidos \| \| \| Stylonurella [en] \| Kjellesvig-Waering \| 1966 [en] \| Válido \| Siluriano - Devoniano \| - Escócia - Estados Unidos \| \| \| Stylonuroides [en] \| Kjellesvig-Waering \| 1966 [en] \| Válido \| Siluriano - Devoniano \| - Noruega - Rússia \| \| \| Stylonurus \| Page \| 1856 [en] \| Válido \| Devoniano \| - Escócia - Estados Unidos \| \| \| Syntomopterella [en] \| Tellie \| 2007 [en] \| Sinônimo Jr. \| N/A \| N/A \| Sinônimo de Strobilopterus [en]. \| \| Syntomopterus [en] \| Kjellesvig-Waering \| 1961 [en] \| Pré-ocupado \| N/A \| N/A \| Nome pré-ocupado, alterado para Strobilopterus [en]. \| \| Tarsopterella [en] \| Størmer \| 1951 [en] \| Válido \| Devoniano \| - Escócia \| \| \| Tarsopterus [en] \| Clarke & Ruedemann \| 1912 [en] \| Pré-ocupado[13] \| N/A \| N/A \| Nome pré-ocupado, alterado para Tarsopterella [en]. \| \| Terropterus [en][22] \| Wang, Dunlop, Gai, Lei, Jarzembowski & Wang \| 2021 [en] \| Válido \| Siluriano \| - China \| \| \| Truncatiramus \| Kjellesvig-Waering \| 1961 [en] \| Sinônimo Jr. \| N/A \| N/A \| Sinônimo de Erettopterus. \| \| Tylopterella \| Størmer \| 1951 [en] \| Válido \| Siluriano \| - Canadá \| \| \| Tylopterus [en] \| Clarke & Ruedemann \| 1912 [en] \| Pré-ocupado[13] \| N/A \| N/A \| Nome pré-ocupado, alterado para Tylopterella. \| \| Unionopterus [en] \| Chernyshev \| 1948 [en] \| Válido \| Carbonífero \| - Cazaquistão \| \| \| Vinetopterus [en] \| Poschmann & Tellie \| 2004 [en] \| Válido \| Devoniano \| - Alemanha \| \| \| Vernonopterus \| Waterston \| 1968 [en] \| Válido \| Carbonífero \| - Escócia \| \| \| Waeringopterus [en] \| Leutze \| 1961 [en] \| Válido \| Siluriano \| - Estados Unidos \| \| \| Wiedopterus[23] \| Poschmann \| 2015 [en] \| Válido \| Devoniano \| - Alemanha \| \| \| Willwerathia [en] \| Størmer \| 1936 [en] \| Identificação incorreta[24] \| N/A \| N/A \| Identificado incorretamente, um xifossúrio. \| \| Woodwardopterus [en] \| Kjellesvig-Waering \| 1959 [en] \| Válido \| Carbonífero \| - Escócia \| \| |                                                   |           |                         |                         |                                                                                   |                                                                                     |
| Gênero | Autor(es)                                         | Ano       | Status                  | Idade                   | Localização                                                                       | Notas                                                                               |
| Acanthoeurypterus | Kjellesvig-Waering                                | N/A       | Sinônimo Jr.            | N/A                     | N/A                                                                               | Nomen manuscriptum [en], também considerado como sinônimo de Eurypterus.            |
| Acutiramus | Ruedemann                                         | 1935 [en] | Válido                  | Siluriano - Devoniano   | - Austrália - Estados Unidos - República Tcheca - Canadá                          |                                                                                     |
| Adelophthalmus | Jordan                                            | 1854 [en] | Válido                  | Devoniano - Permiano    | Quase cosmopolita, ver artigo.                                                    |                                                                                     |
| Alkenopterus [en] | Størmer                                           | 1974 [en] | Válido                  | Devoniano               | - Alemanha                                                                        |                                                                                     |
| Alloeurypterus | Kjellesvig-Waering                                | N/A       | Sinônimo Jr.            | N/A                     | N/A                                                                               | Nomen manuscriptum [en], também considerado como sinônimo de Eurypterus.            |
| Angustidontus [en] | Cooper                                            | 1936 [en] | Identificação incorreta | N/A                     | N/A                                                                               | Identificado incorretamente, um crustáceo.                                          |
| Anthraconectes | Meek & Worthen                                    | 1868 [en] | Sinônimo Jr.            | N/A                     | N/A                                                                               | Sinônimo de Adelophthalmus.                                                         |
| Baltoeurypterus | Størmer                                           | 1973 [en] | Sinônimo Jr.            | N/A                     | N/A                                                                               | Sinônimo de Eurypterus.                                                             |
| Bassipterus | Kjellesvig-Waering & Leutze                       | 1966 [en] | Válido                  | Siluriano               | - Estados Unidos                                                                  |                                                                                     |
| Belinuropsis [en] | Matthew                                           | 1910 [en] | Nomen dubium            | Carbonífero             | - Canadá                                                                          | Mal preservado demais para ser atribuído a qualquer grupo particular de artrópodes. |
| Bembicosoma [en] | Laurie                                            | 1899 [en] | Identificação incorreta | N/A                     | N/A                                                                               | Identificado incorretamente, um gênero basal em Planaterga [en].                    |
| Borchgrevinkium | Novojilov                                         | 1959 [en] | Identificação incorreta | N/A                     | N/A                                                                               | Identificado incorretamente, possivelmente um prosomápode [en] basal.               |
| Brachyopterella [en] | Kjellesvig-Waering                                | 1966 [en] | Válido                  | Siluriano               | - Noruega - Escócia                                                               |                                                                                     |
| Brachyopterus [en] | Størmer                                           | 1951 [en] | Válido                  | Ordoviciano             | - País de Gales                                                                   |                                                                                     |
| Bunodella | Matthew                                           | 1889 [en] | Nomen dubium            | Siluriano               | - Canadá                                                                          | Afinidades incertas, provavelmente sinônimo de Acutiramus.                          |
| Buffalopterus [en] | Kjellesvig-Waering & Heubusch                     | 1962 [en] | Válido                  | Siluriano               | - Estados Unidos                                                                  |                                                                                     |
| Campylocephalus | Eichwald                                          | 1860 [en] | Válido                  | Carbonífero - Permiano  | - Rússia - República Tcheca                                                       |                                                                                     |
| Campylognathus | Diener                                            | 1924 [en] | Pré-ocupado             | N/A                     | N/A                                                                               | Pré-ocupado por um gênero de percevejos [en], alterado para Campylocephalus.        |
| Carcinosoma | Claypole                                          | 1890 [en] | Válido                  | Siluriano               | - Inglaterra - Canadá - Estados Unidos - Escócia                                  |                                                                                     |
| Ciurcopterus | Tetlie & Briggs                                   | 2009 [en] | Válido                  | Siluriano               | - Estados Unidos                                                                  |                                                                                     |
| Clarkeipterus [en] | Kjellesvig-Waering                                | 1966 [en] | Válido                  | Siluriano               | - Estados Unidos                                                                  |                                                                                     |
| Clintonipterus | Kjellesvig-Waering                                | N/A       | Nomen nudum             | N/A                     | N/A                                                                               | Nome informal que aparece apenas em notas em gavetas de museu.                      |
| Ctenopterus [en] | Clarke & Ruedemann                                | 1912 [en] | Válido                  | Siluriano               | - Estados Unidos                                                                  |                                                                                     |
| Curviramus | Ruedemann                                         | 1935 [en] | Sinônimo Jr.            | N/A                     | N/A                                                                               | Sinônimo de Pterygotus.                                                             |
| Cyrtoctenus | Størmer & Waterston                               | 1968 [en] | Sinônimo Jr.            | N/A                     | N/A                                                                               | Sinônimo de Hibbertopterus.                                                         |
| Dolichocephala [en] | Claypole                                          | 1883 [en] | Pré-ocupado             | N/A                     | N/A                                                                               | Pré-ocupado por um gênero de moscas [en], sinônimo de Hallipterus [en].             |
| Dolichopterus [en] | Hall                                              | 1859 [en] | Válido                  | Siluriano               | - Estados Unidos - Suécia                                                         |                                                                                     |
| Dorfopterus | Kjellesvig-Waering                                | 1955 [en] | Válido                  | Devoniano               | - Estados Unidos                                                                  |                                                                                     |
| Drepanopterus [en] | Laurie                                            | 1892 [en] | Válido                  | Siluriano - Devoniano   | - Escócia - Inglaterra - Canadá                                                   |                                                                                     |
| Dunsopterus | Waterston                                         | 1968 [en] | Sinônimo Jr.            | N/A                     | N/A                                                                               | Sinônimo de Hibbertopterus.                                                         |
| Echinognathus | Walcott                                           | 1882 [en] | Válido                  | Ordoviciano             | - Estados Unidos                                                                  |                                                                                     |
| Eocarcinosoma | Caster & Kjellesvig-Waering                       | 1964 [en] | Válido                  | Ordoviciano             | - Estados Unidos                                                                  |                                                                                     |
| Erettopterus | Salter                                            | 1859 [en] | Válido                  | Siluriano - Devoniano   | - Canadá - Inglaterra - Estônia - Noruega - Escócia - Suécia - Estados Unidos     |                                                                                     |
| Erieopterus [en] | Kjellesvig-Waering                                | 1958 [en] | Válido                  | Siluriano - Devoniano   | - Estados Unidos - Canadá - Noruega - Alemanha                                    |                                                                                     |
| Eidothea | Scouler                                           | 1831 [en] | Pré-ocupado             | N/A                     | N/A                                                                               | Nome pré-ocupado, alterado para Campylocephalus.                                    |
| Eurypterella [en] | Matthew                                           | 1888 [en] | Nomen dubium            | Carbonífero             | - Canadá                                                                          | Mal preservado demais para ser atribuído a qualquer grupo particular de artrópodes. |
| Eurypterus | de Kay                                            | 1825 [en] | Válido                  | Siluriano               | - Noruega - Inglaterra - Estados Unidos - Suécia - Estônia                        |                                                                                     |
| Eurysoma | Claypole                                          | 1890 [en] | Pré-ocupado             | N/A                     | N/A                                                                               | Nome pré-ocupado, alterado para Carcinosoma.                                        |
| Eusarcana | Strand                                            | 1942 [en] | Válido                  | Siluriano - Devoniano   | - Escócia - República Tcheca - Estados Unidos                                     |                                                                                     |
| Eusarcus | Grote & Pitt                                      | 1875 [en] | Pré-ocupado             | N/A                     | N/A                                                                               | Nome pré-ocupado, alterado para Eusarcana.                                          |
| Eysyslopterus | Tetlie & Poschmann                                | 2008 [en] | Válido                  | Siluriano               | - Estônia                                                                         |                                                                                     |
| Glaucodes [en] | Pruvost                                           | 1923 [en] | Sinônimo Jr.            | N/A                     | N/A                                                                               | Sinônimo de Mycterops [en].                                                         |
| Glyptoscorpius | Peach                                             | 1882 [en] | Sinônimo Jr.            | N/A                     | N/A                                                                               | Sinônimo de Adelophthalmus.                                                         |
| Grossopterus [en] | Størmer                                           | 1934 [en] | Válido                  | Devoniano               | - Alemanha - Israel                                                               |                                                                                     |
| Hallipterus [en] | Kjellesvig-Waering                                | 1963 [en] | Válido                  | Devoniano               | - Estados Unidos                                                                  |                                                                                     |
| Hardieopterus [en] | Waterston                                         | 1979 [en] | Válido                  | Siluriano               | - Escócia - Inglaterra - Estados Unidos                                           |                                                                                     |
| Hastimima [en] | White                                             | 1908 [en] | Válido                  | Permiano                | - Brasil - África do Sul - Estados Unidos                                         |                                                                                     |
| Herefordopterus | Tetlie                                            | 2006 [en] | Válido                  | Siluriano               | - Inglaterra                                                                      |                                                                                     |
| Hibbertopterus | Kjellesvig-Waering                                | 1959 [en] | Válido                  | Carbonífero             | - Bélgica - República Tcheca - Irlanda - Escócia - África do Sul                  |                                                                                     |
| Himantopterus | Salter                                            | 1856 [en] | Pré-ocupado             | N/A                     | N/A                                                                               | Homônimo júnior indisponível, substituído pelo nome Erettopterus                    |
| Holmipterus | Kjellesvig-Waering                                | 1979 [en] | Válido                  | Siluriano               | - Suécia                                                                          |                                                                                     |
| Hughmilleria | Sarle                                             | 1903 [en] | Válido                  | Siluriano               | - Estados Unidos - China                                                          |                                                                                     |
| Jaekelopterus | Waterston                                         | 1964 [en] | Válido                  | Devoniano               | - Estados Unidos - Alemanha                                                       |                                                                                     |
| Kiaeropterus [en] | Waterston                                         | 1979 [en] | Válido                  | Siluriano               | - Noruega - Escócia                                                               |                                                                                     |
| Kockurus [en] | Chlupáč                                           | 1995 [en] | Identificação incorreta | N/A                     | N/A                                                                               | Identificado incorretamente, provavelmente representa um aglaspidídeo.              |
| Kodymirus [en] | Chlupáč                                           | 1995 [en] | Identificação incorreta | N/A                     | N/A                                                                               | Identificado incorretamente, provavelmente representa um aglaspidídeo.              |
| Kokomopterus [en] | Kjellesvig-Waering                                | 1966 [en] | Válido                  | Siluriano               | - Estados Unidos                                                                  |                                                                                     |
| Lanarkopterus [en] | Ritchie                                           | 1968 [en] | Válido                  | Siluriano               | - Escócia                                                                         |                                                                                     |
| Lamontopterus [en] | Waterston                                         | 1979 [en] | Válido                  | Siluriano               | - Escócia                                                                         |                                                                                     |
| Laurieipterus [en] | Kjellesvig-Waering                                | 1966 [en] | Válido                  | Siluriano               | - Escócia                                                                         |                                                                                     |
| Leiopterella [en] | Lamsdell, Braddy, Loeffler & Dineley              | 2010 [en] | Válido                  | Devoniano               | - Canadá                                                                          |                                                                                     |
| Lepidoderma | Reuss                                             | 1855 [en] | Sinônimo Jr.            | N/A                     | N/A                                                                               | Sinônimo de Adelophthalmus.                                                         |
| Marsupipterus [en] | Caster & Kjellesvig-Waering                       | 1955 [en] | Válido                  | Siluriano               | - Inglaterra                                                                      |                                                                                     |
| Mazonipterus | Kjellesvig-Waering                                | 1963 [en] | Identificação incorreta | N/A                     | N/A                                                                               | Identificado incorretamente, uma planta.                                            |
| Megalograptus | Miller                                            | 1874 [en] | Válido                  | Ordoviciano             | - Estados Unidos                                                                  |                                                                                     |
| Megarachne | Hünicken                                          | 1980 [en] | Válido                  | Carbonífero - Permiano  | - Argentina                                                                       |                                                                                     |
| Melbournopterus [en] | Caster & Kjellesvig-Waering                       | 1953 [en] | Identificação incorreta | N/A                     | N/A                                                                               | Identificado incorretamente, um braquiópode.                                        |
| Mixopterus | Ruedemann                                         | 1921 [en] | Válido                  | Siluriano               | - Noruega - Estônia - Estados Unidos                                              |                                                                                     |
| Moselopterus [en] | Størmer                                           | 1974 [en] | Válido                  | Devoniano               | - Alemanha - Letônia                                                              |                                                                                     |
| Mycterops [en] | Cope                                              | 1886 [en] | Válido                  | Carbonífero             | - Escócia - Bélgica - Estados Unidos                                              |                                                                                     |
| Nanahughmilleria | Kjellesvig-Waering                                | 1961 [en] | Válido                  | Siluriano - Devoniano   | - Inglaterra - Noruega - Rússia - Escócia - Estados Unidos                        |                                                                                     |
| Necrogammarus | Woodward                                          | 1870 [en] | Válido                  | Siluriano               | - Inglaterra                                                                      |                                                                                     |
| Onychopterella [en] | Størmer                                           | 1951 [en] | Válido                  | Ordoviciano - Siluriano | - África do Sul - Estados Unidos                                                  |                                                                                     |
| Onychopterus [en] | Miller & Gurley                                   | 1896 [en] | Pré-ocupado             | N/A                     | N/A                                                                               | Nome pré-ocupado, alterado para Onychopterella [en].                                |
| Orcanopterus [en] | Stott, Tetlie, Braddy, Nowlan, Glasser & Devereux | 2005 [en] | Válido                  | Ordoviciano             | - Canadá                                                                          |                                                                                     |
| Pagea [en] | Waterston                                         | 1962 [en] | Válido                  | Devoniano               | - Canadá                                                                          |                                                                                     |
| Paracarcinosoma | Caster & Kjellesvig-Waering                       | 1964 [en] | Sinônimo Jr.            | N/A                     | N/A                                                                               | Sinônimo de Eusarcana.                                                              |
| Paraeurypterus [en] | Lamsdell, Hoşgör & Selden                         | 2013 [en] | Válido                  | Ordoviciano             | - Turquia                                                                         |                                                                                     |
| Parahughmilleria | Kjellesvig-Waering                                | 1961 [en] | Válido                  | Siluriano - Devoniano   | - Canadá - Inglaterra - Alemanha - Luxemburgo - Rússia - Escócia - Estados Unidos |                                                                                     |
| Parastylonurus [en] | Kjellesvig-Waering                                | 1966 [en] | Válido                  | Siluriano               | - Escócia - Inglaterra                                                            |                                                                                     |
| Parka [en] | Fleming                                           | 1831 [en] | Identificação incorreta | N/A                     | N/A                                                                               | Identificado incorretamente, uma planta.                                            |
| Pentecopterus | Lamsdell et al.                                   | 2015 [en] | Válido                  | Ordoviciano             | - Estados Unidos                                                                  |                                                                                     |
| Pentlandopterus [en] | Lamsdell, Hoşgör & Selden                         | 2013 [en] | Válido                  | Ordoviciano             | - Escócia                                                                         |                                                                                     |
| Pittsfordipterus | Kjellesvig-Waering & Leutze                       | 1966 [en] | Válido                  | Siluriano               | - Estados Unidos                                                                  |                                                                                     |
| Polystomurum [en] | Novojilov                                         | 1958 [en] | Identificação incorreta | N/A                     | N/A                                                                               | Identificado incorretamente, um euquelicerado não classificado.                     |
| Polyzosternites | Goldenberg                                        | 1873 [en] | Sinônimo Jr.            | N/A                     | N/A                                                                               | Sinônimo de Adelophthalmus.                                                         |
| Pterygotus | Agassiz                                           | 1839 [en] | Válido                  | Siluriano - Devoniano   | Quase cosmopolita, ver artigo.                                                    |                                                                                     |
| Rhenopterus [en] | Størmer                                           | 1936 [en] | Válido                  | Devoniano               | - Alemanha                                                                        |                                                                                     |
| Rhinocarcinosoma | Novojilov                                         | 1962 [en] | Válido                  | Siluriano               | - Estados Unidos - Vietnã                                                         |                                                                                     |
| Ruedemannipterus [en] | Kjellesvig-Waering                                | 1966 [en] | Válido                  | Siluriano               | - Estados Unidos                                                                  |                                                                                     |
| Salteropterus | Kjellesvig-Waering                                | 1951 [en] | Válido                  | Siluriano               | - Inglaterra                                                                      |                                                                                     |
| Sidneyia [en] | Walcott                                           | 1911 [en] | Identificação incorreta | N/A                     | N/A                                                                               | Identificado incorretamente, um aracnomorfo.                                        |
| Slimonia | Page                                              | 1856 [en] | Válido                  | Siluriano               | - Inglaterra - Escócia - Bolívia                                                  |                                                                                     |
| Soligorskopterus [en] | Plax, Lamsdell, Vrazo & Barbikov                  | 2018 [en] | Válido                  | Devoniano               | - Bielorrússia                                                                    |                                                                                     |
| Stoermeropterus [en] | Lamsdell                                          | 2011 [en] | Válido                  | Devoniano               | - Noruega - Escócia - Estados Unidos                                              |                                                                                     |
| Strabops | Beecher                                           | 1901 [en] | Identificação incorreta | N/A                     | N/A                                                                               | Identificado incorretamente, um strabopídeo [en].                                   |
| Strobilopterus [en] | Ruedemann                                         | 1935 [en] | Válido                  | Siluriano - Devoniano   | - Estônia - Estados Unidos                                                        |                                                                                     |
| Stylonurella [en] | Kjellesvig-Waering                                | 1966 [en] | Válido                  | Siluriano - Devoniano   | - Escócia - Estados Unidos                                                        |                                                                                     |
| Stylonuroides [en] | Kjellesvig-Waering                                | 1966 [en] | Válido                  | Siluriano - Devoniano   | - Noruega - Rússia                                                                |                                                                                     |
| Stylonurus | Page                                              | 1856 [en] | Válido                  | Devoniano               | - Escócia - Estados Unidos                                                        |                                                                                     |
| Syntomopterella [en] | Tellie                                            | 2007 [en] | Sinônimo Jr.            | N/A                     | N/A                                                                               | Sinônimo de Strobilopterus [en].                                                    |
| Syntomopterus [en] | Kjellesvig-Waering                                | 1961 [en] | Pré-ocupado             | N/A                     | N/A                                                                               | Nome pré-ocupado, alterado para Strobilopterus [en].                                |
| Tarsopterella [en] | Størmer                                           | 1951 [en] | Válido                  | Devoniano               | - Escócia                                                                         |                                                                                     |
| Tarsopterus [en] | Clarke & Ruedemann                                | 1912 [en] | Pré-ocupado             | N/A                     | N/A                                                                               | Nome pré-ocupado, alterado para Tarsopterella [en].                                 |
| Terropterus [en] | Wang, Dunlop, Gai, Lei, Jarzembowski & Wang       | 2021 [en] | Válido                  | Siluriano               | - China                                                                           |                                                                                     |
| Truncatiramus | Kjellesvig-Waering                                | 1961 [en] | Sinônimo Jr.            | N/A                     | N/A                                                                               | Sinônimo de Erettopterus.                                                           |
| Tylopterella | Størmer                                           | 1951 [en] | Válido                  | Siluriano               | - Canadá                                                                          |                                                                                     |
| Tylopterus [en] | Clarke & Ruedemann                                | 1912 [en] | Pré-ocupado             | N/A                     | N/A                                                                               | Nome pré-ocupado, alterado para Tylopterella.                                       |
| Unionopterus [en] | Chernyshev                                        | 1948 [en] | Válido                  | Carbonífero             | - Cazaquistão                                                                     |                                                                                     |
| Vinetopterus [en] | Poschmann & Tellie                                | 2004 [en] | Válido                  | Devoniano               | - Alemanha                                                                        |                                                                                     |
| Vernonopterus | Waterston                                         | 1968 [en] | Válido                  | Carbonífero             | - Escócia                                                                         |                                                                                     |
| Waeringopterus [en] | Leutze                                            | 1961 [en] | Válido                  | Siluriano               | - Estados Unidos                                                                  |                                                                                     |
| Wiedopterus | Poschmann                                         | 2015 [en] | Válido                  | Devoniano               | - Alemanha                                                                        |                                                                                     |
| Willwerathia [en] | Størmer                                           | 1936 [en] | Identificação incorreta | N/A                     | N/A                                                                               | Identificado incorretamente, um xifossúrio.                                         |
| Woodwardopterus [en] | Kjellesvig-Waering                                | 1959 [en] | Válido                  | Carbonífero             | - Escócia                                                                         |                                                                                     |

## Icnogêneros de euriptéridos
| \| Gênero \| Autor(es) \| Ano \| Status \| Idade \| Localização \| Notas \| \| ------------------------- \| -------------- \| --------- \| ------ \| ----------------------- \| ----------------------------------------------------- \| ----------------------------------------------------------------------------------------- \| \| Arcuites [en][25] \| Vrazo & Ciurca \| 2017 [en] \| Válido \| Siluriano \| - Canadá - Estados Unidos \| \| \| Merostomichnites [en][26] \| Packard \| 1900 [en] \| Válido \| Ordoviciano - Siluriano \| - Noruega - Portugal \| Pegadas de Merostomichnites na Noruega foram provavelmente feitas pelo gênero Mixopterus. \| \| Palmichnium [en][27] \| Richter \| 1954 [en] \| Válido \| Devoniano - Carbonífero \| - Austrália - Canadá - Estados Unidos - País de Gales \| \| |                |           |        |                         |                                                       |                                                                                           |
| Gênero | Autor(es)      | Ano       | Status | Idade                   | Localização                                           | Notas                                                                                     |
| Arcuites [en] | Vrazo & Ciurca | 2017 [en] | Válido | Siluriano               | - Canadá - Estados Unidos                             |                                                                                           |
| Merostomichnites [en] | Packard        | 1900 [en] | Válido | Ordoviciano - Siluriano | - Noruega - Portugal                                  | Pegadas de Merostomichnites na Noruega foram provavelmente feitas pelo gênero Mixopterus. |
| Palmichnium [en] | Richter        | 1954 [en] | Válido | Devoniano - Carbonífero | - Austrália - Canadá - Estados Unidos - País de Gales |                                                                                           |

## Galeria

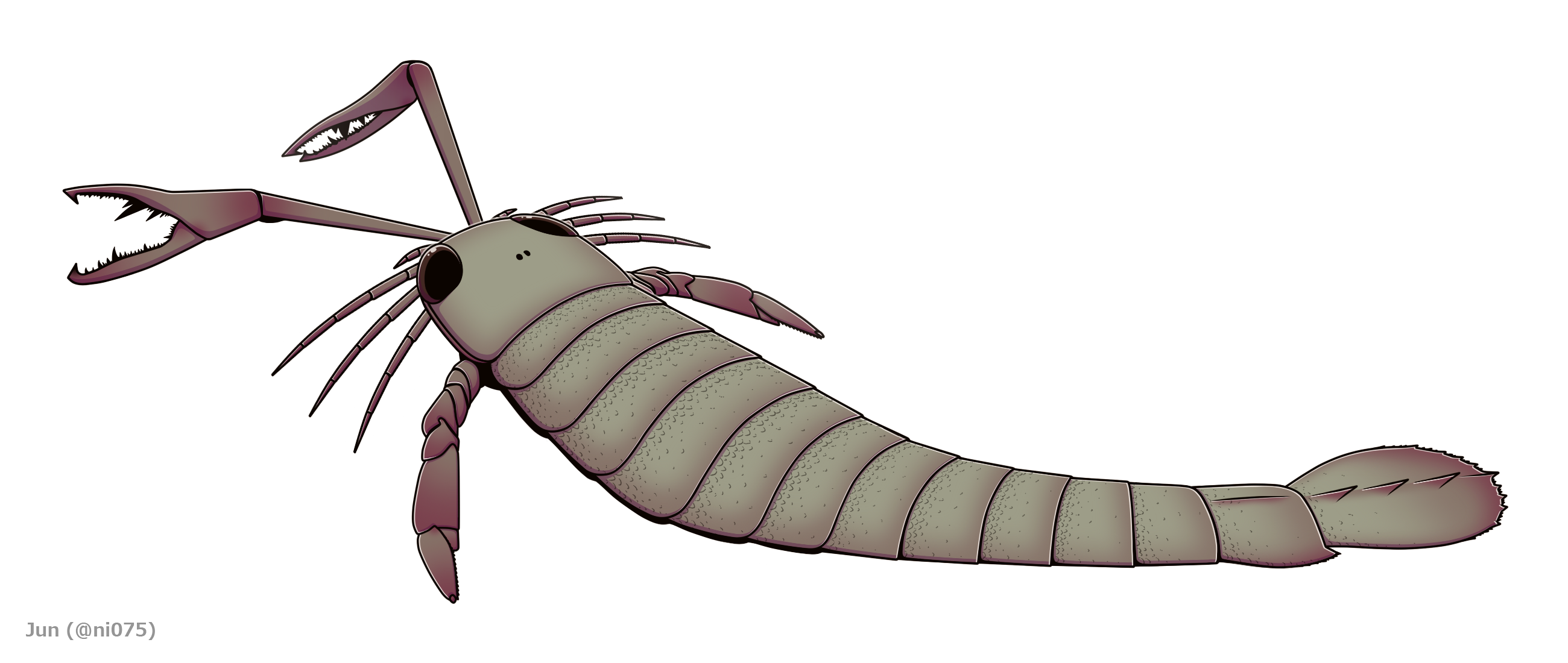
Acutiramus.
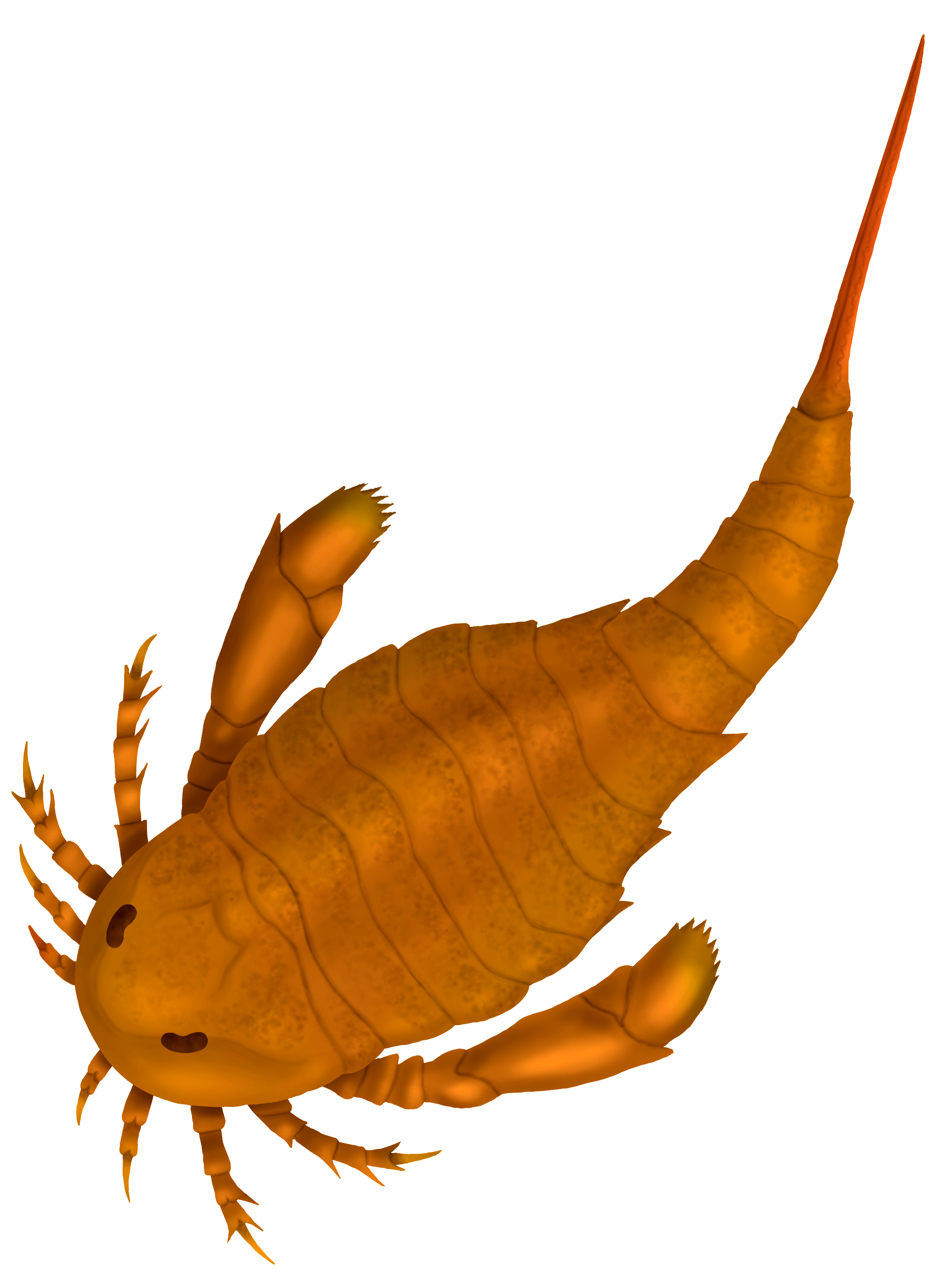
Adelophthalmus
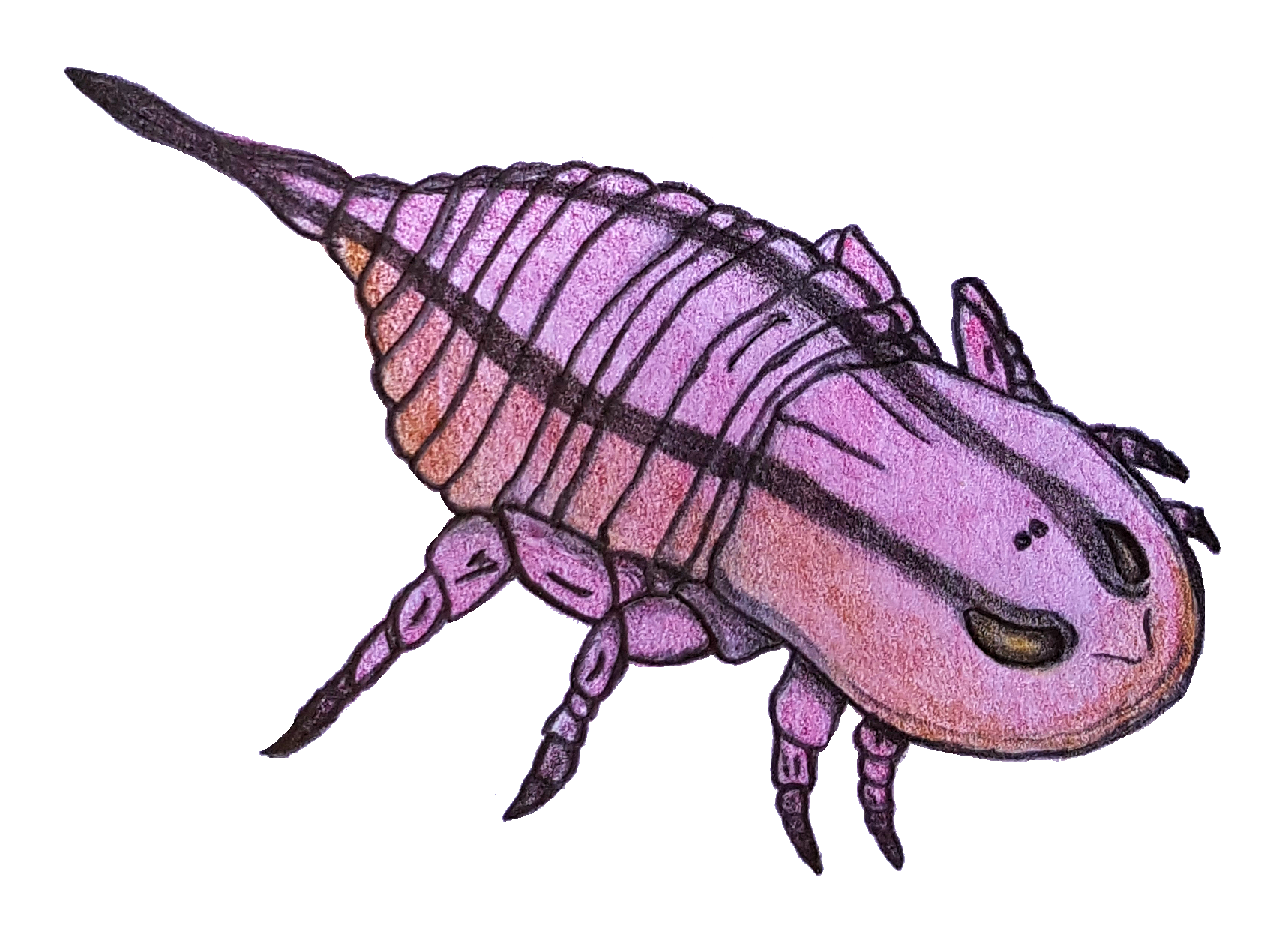
Brachyopterus. [en]
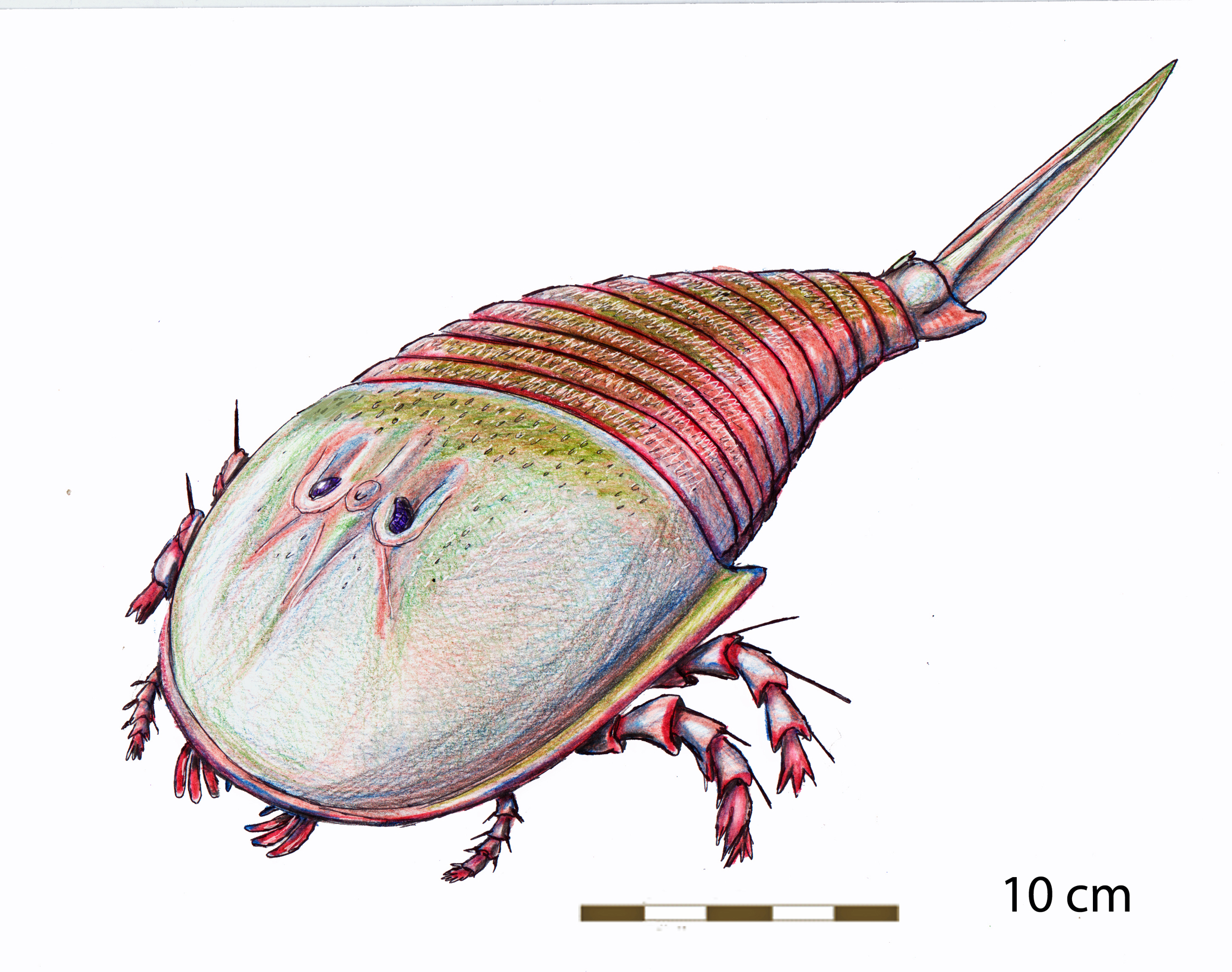
Campylocephalus.
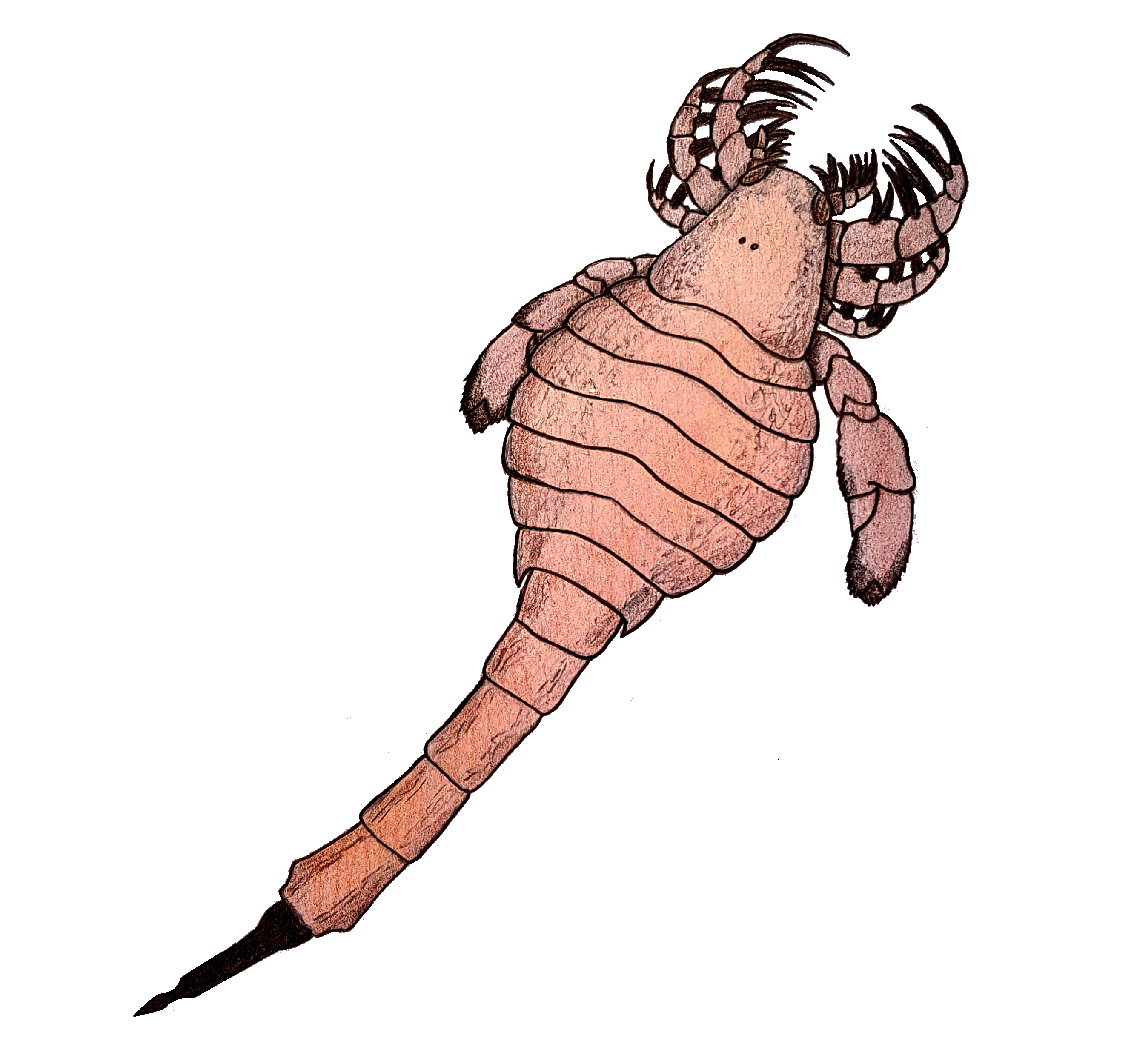
Carcinosoma
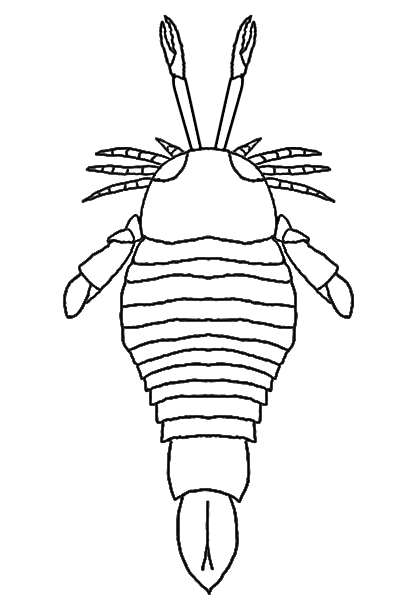
Ciurcopterus.
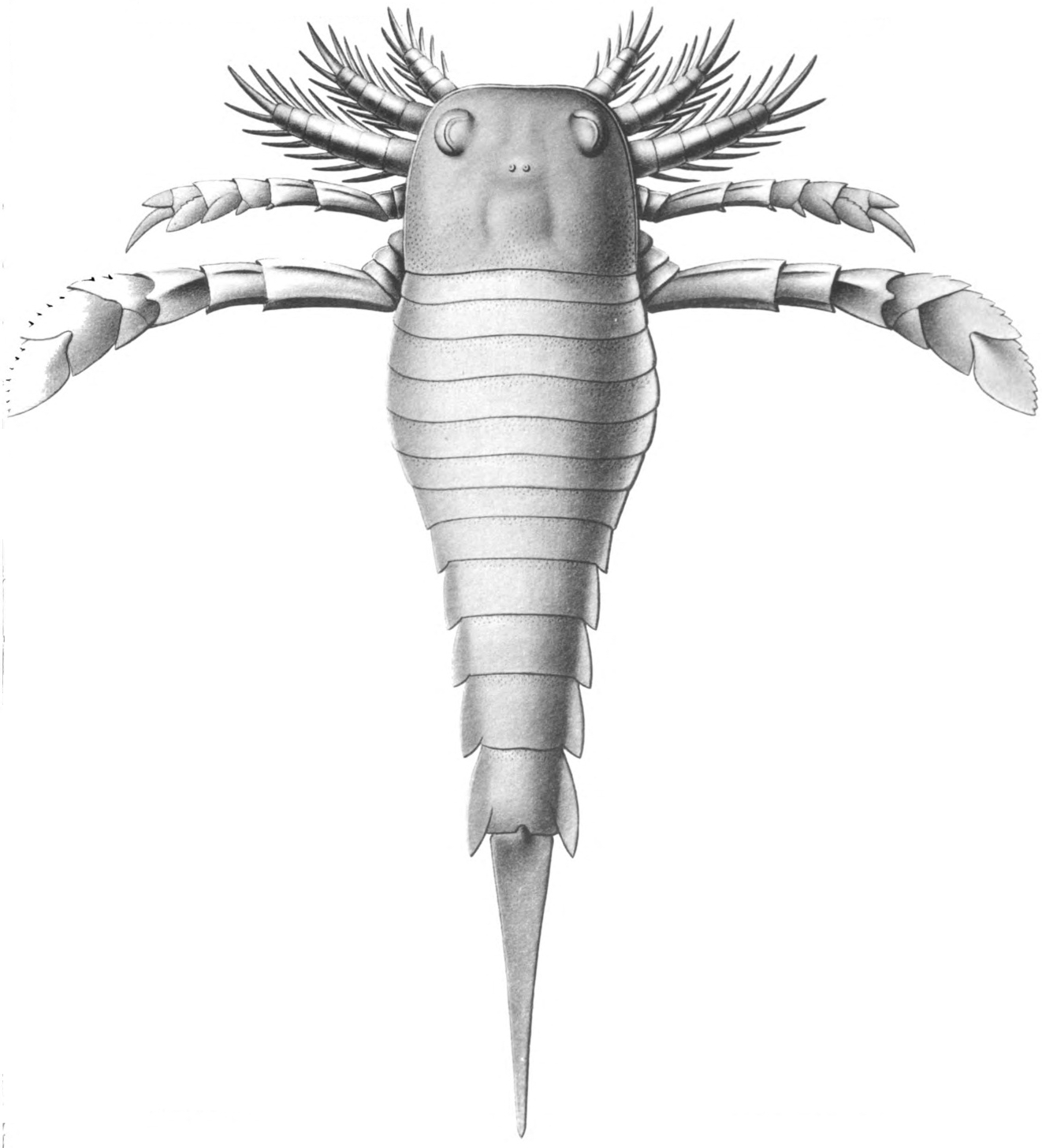
Dolichopterus [en]
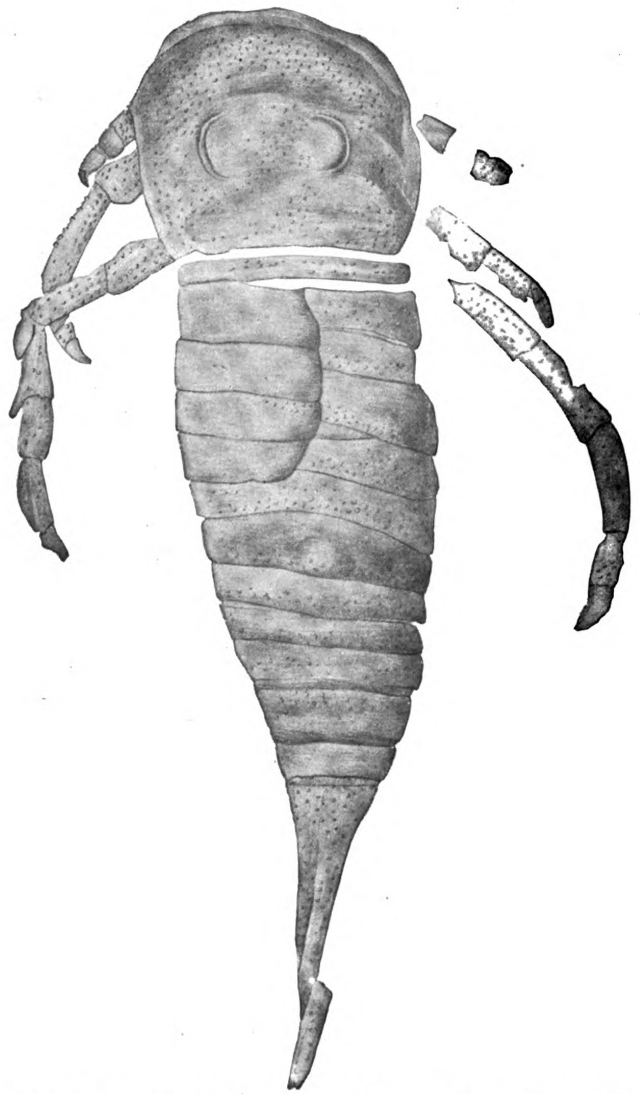
Drepanopterus [en]
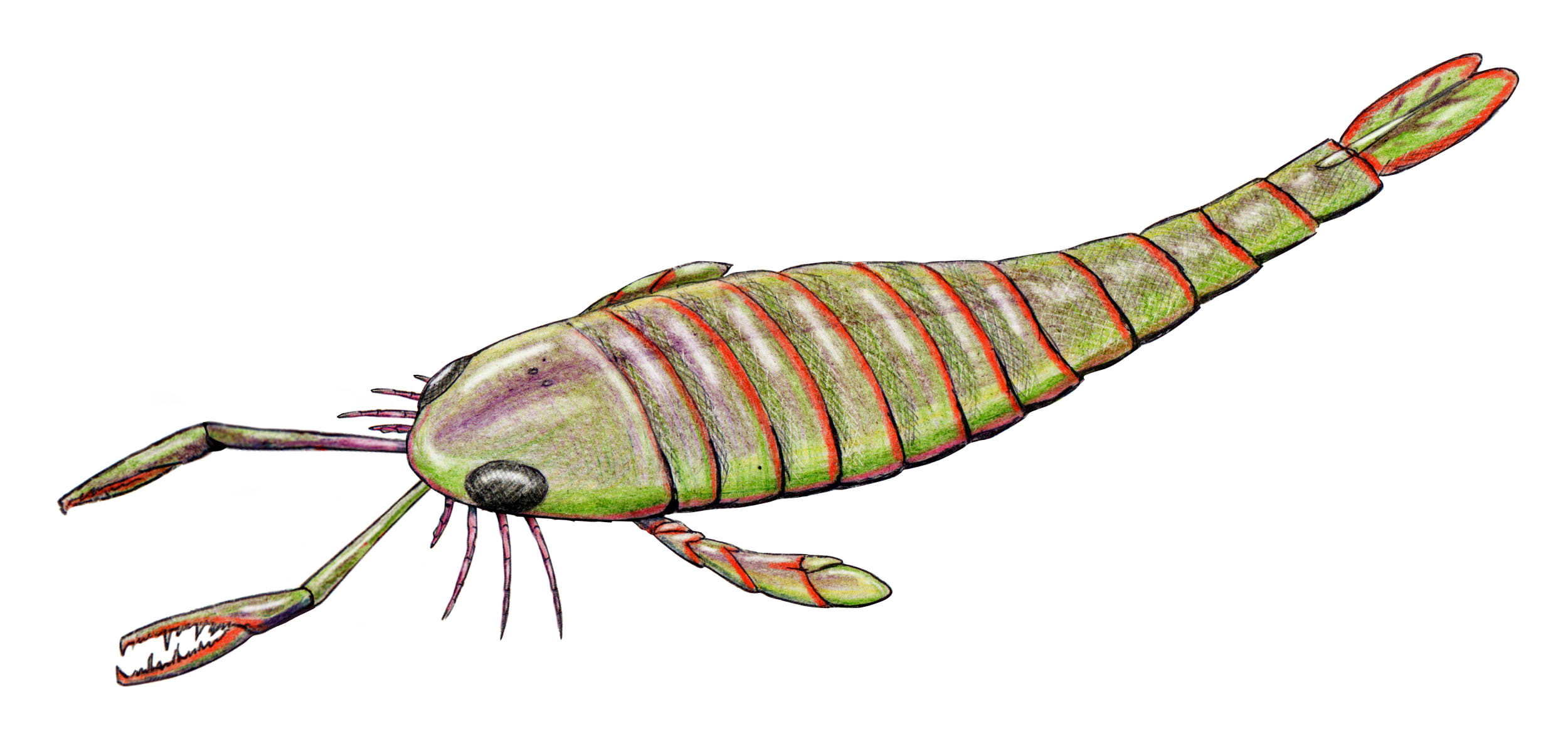
Erettopterus.
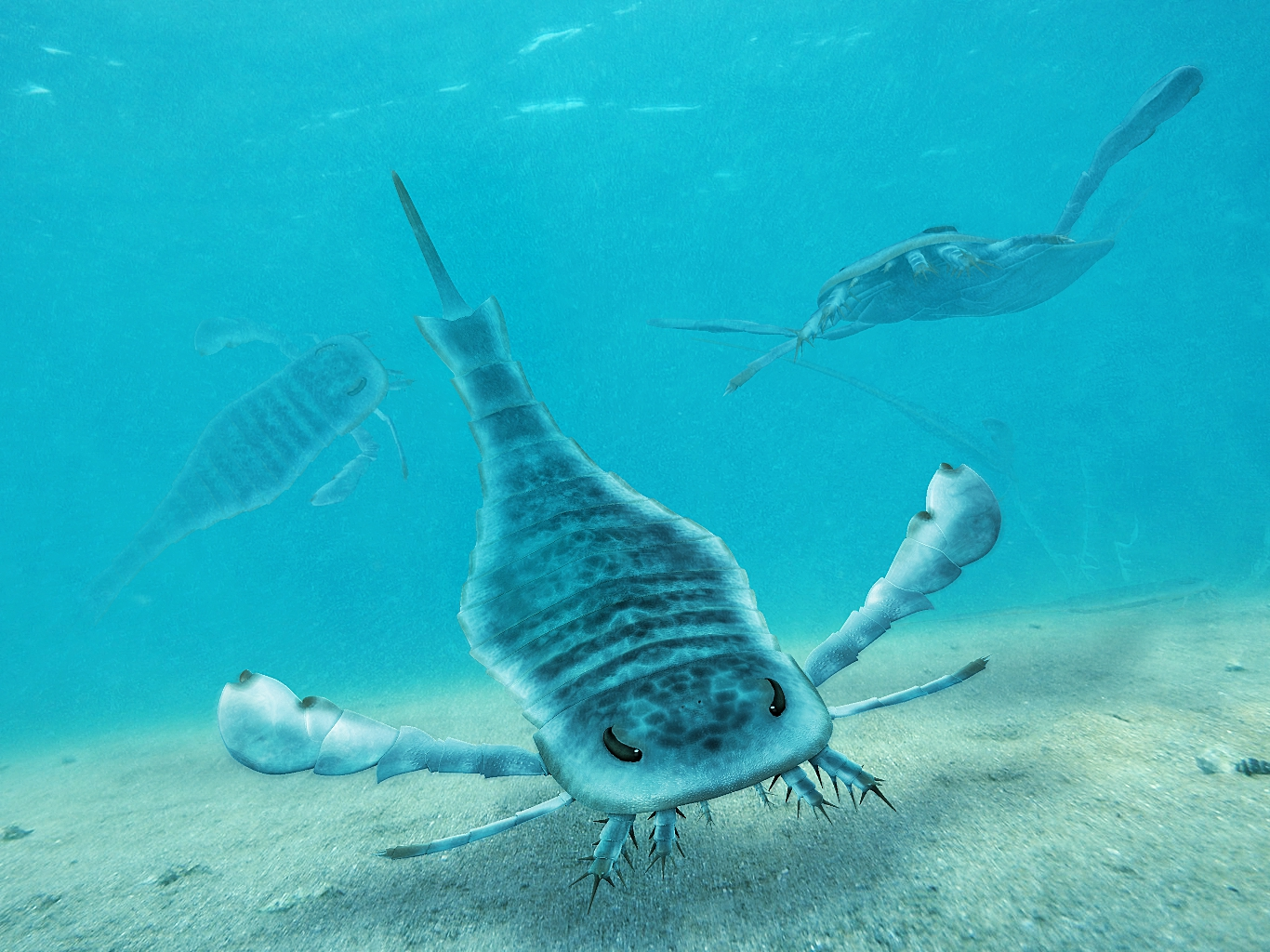
Eurypterus.
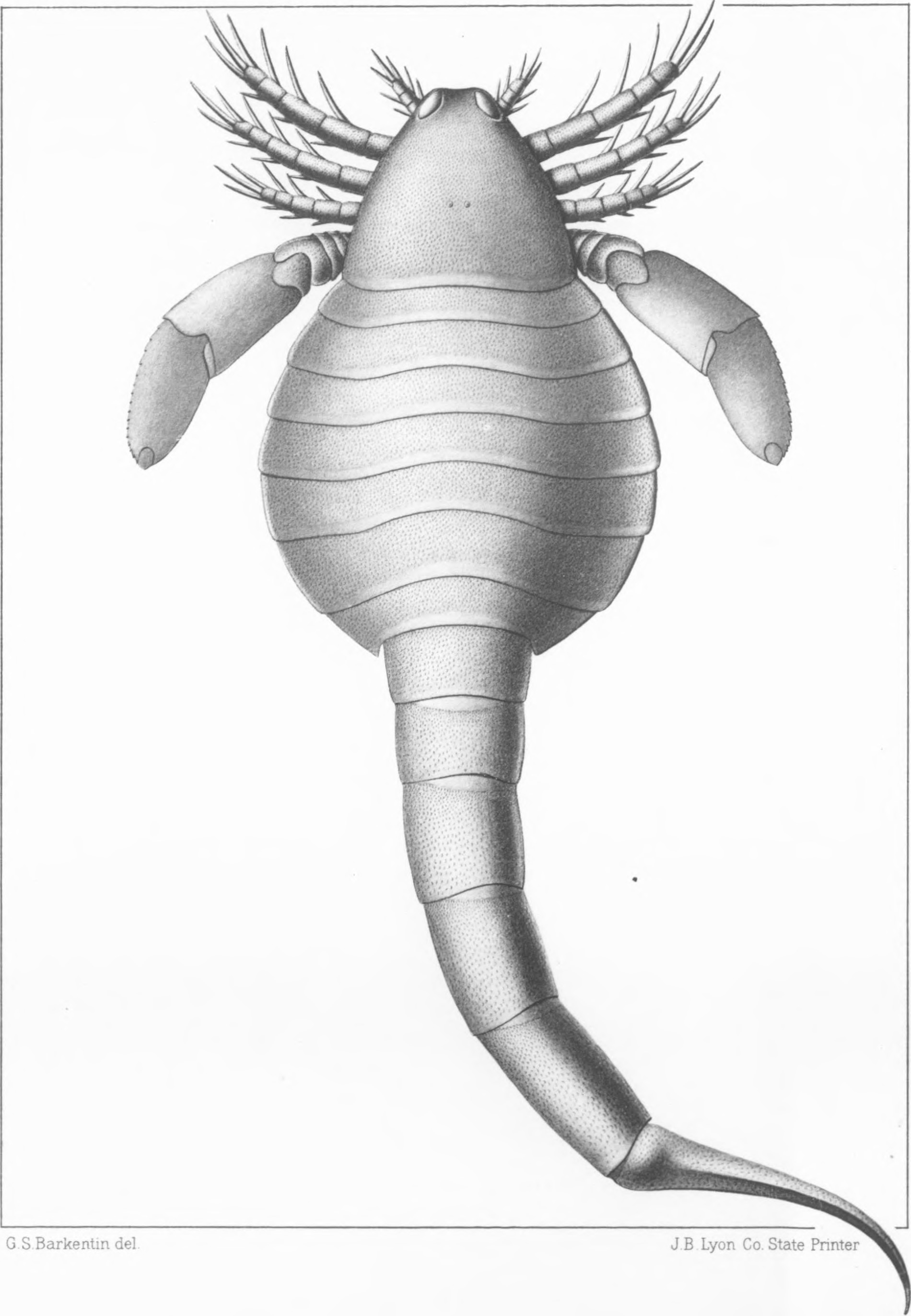
Eusarcana.
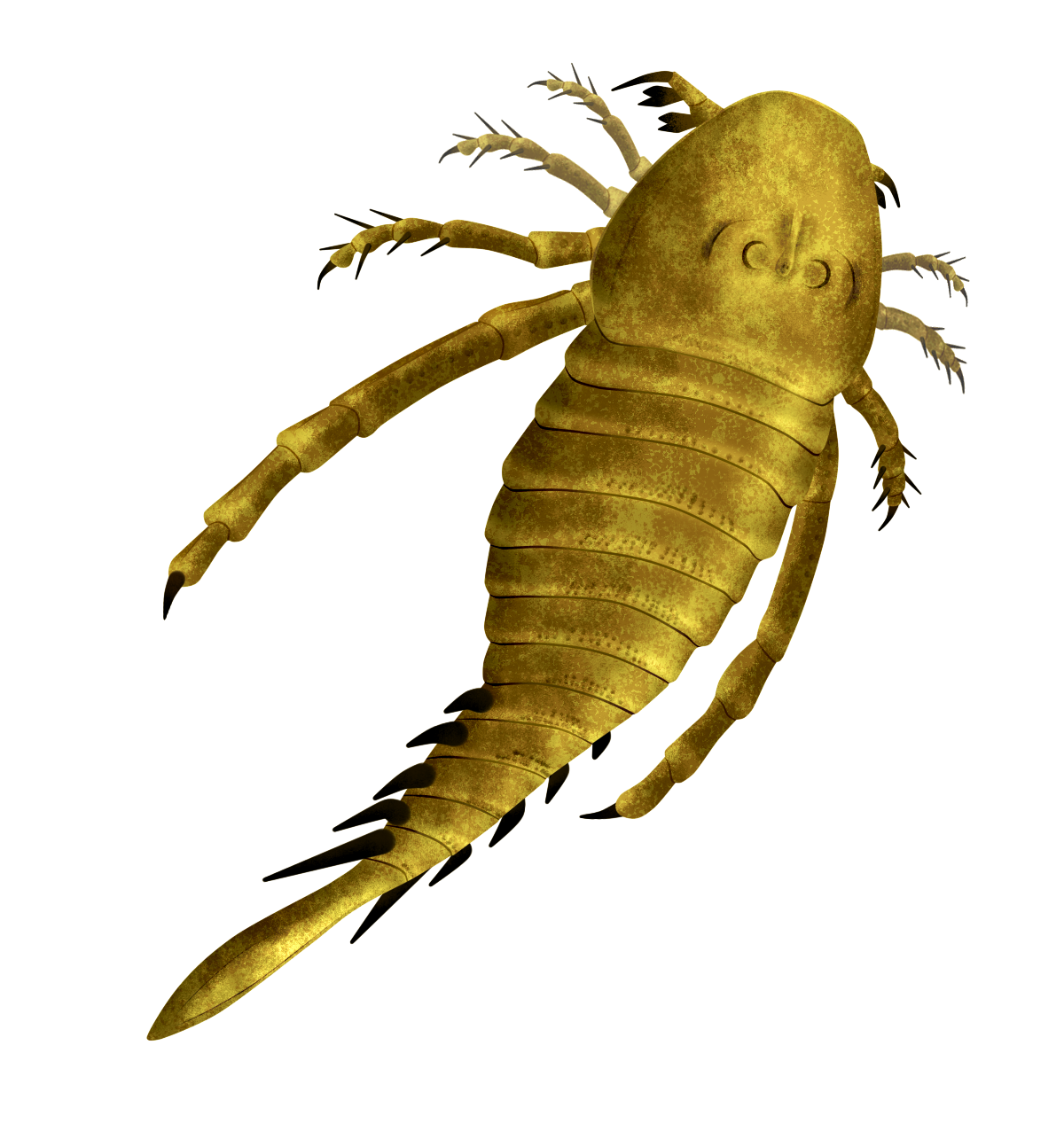
Hallipterus [en]
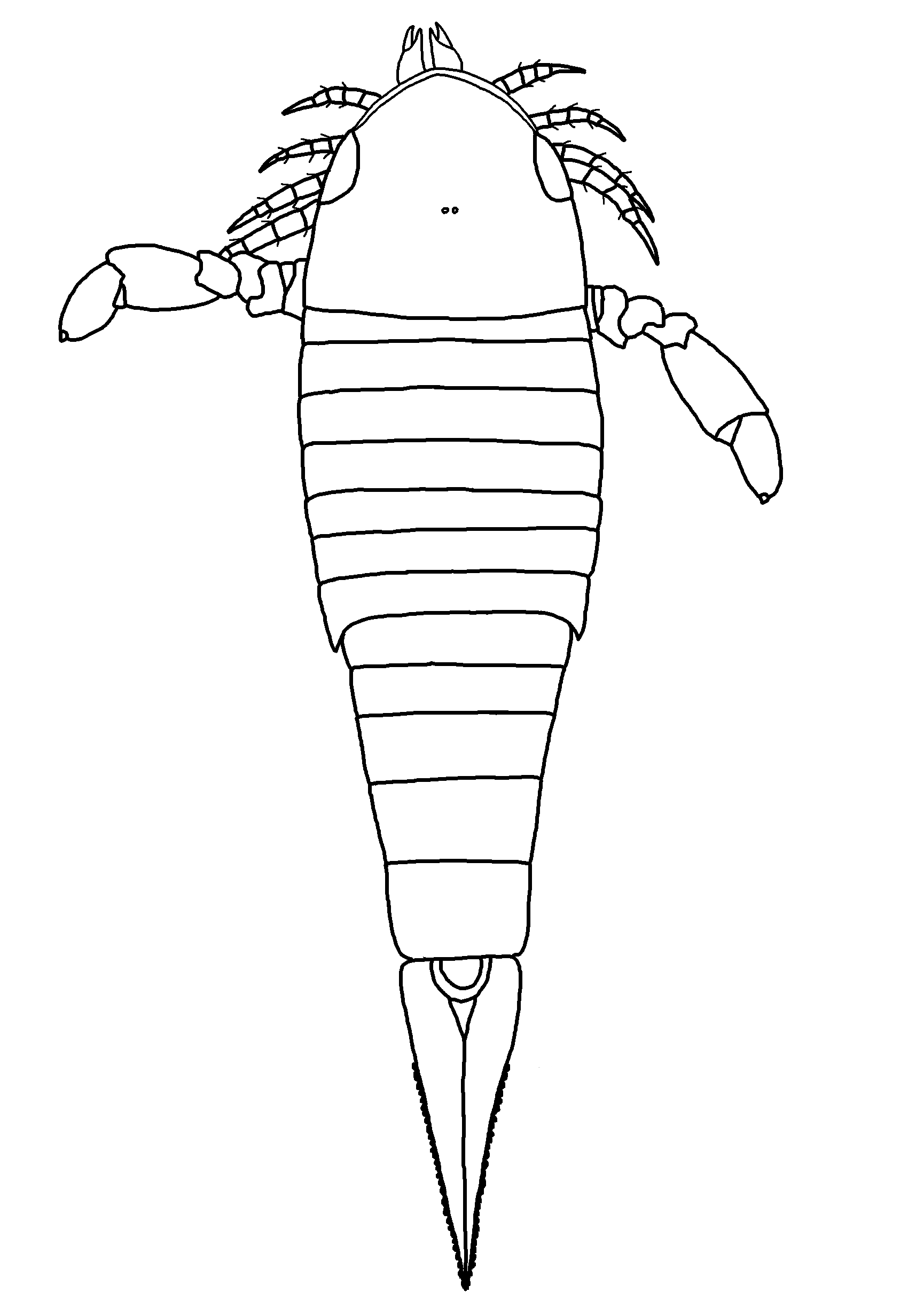
Herefordopterus.
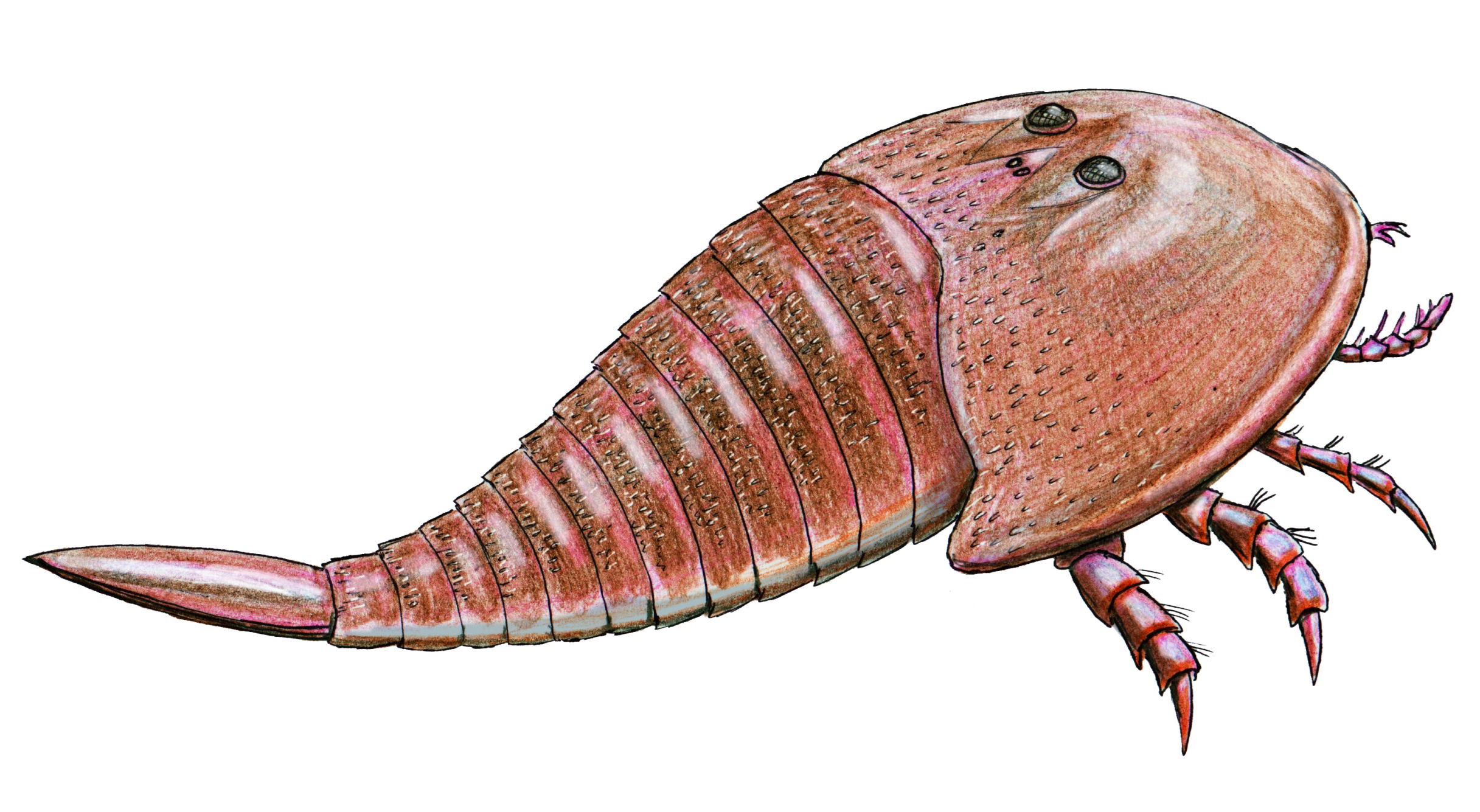
Hibbertopterus.
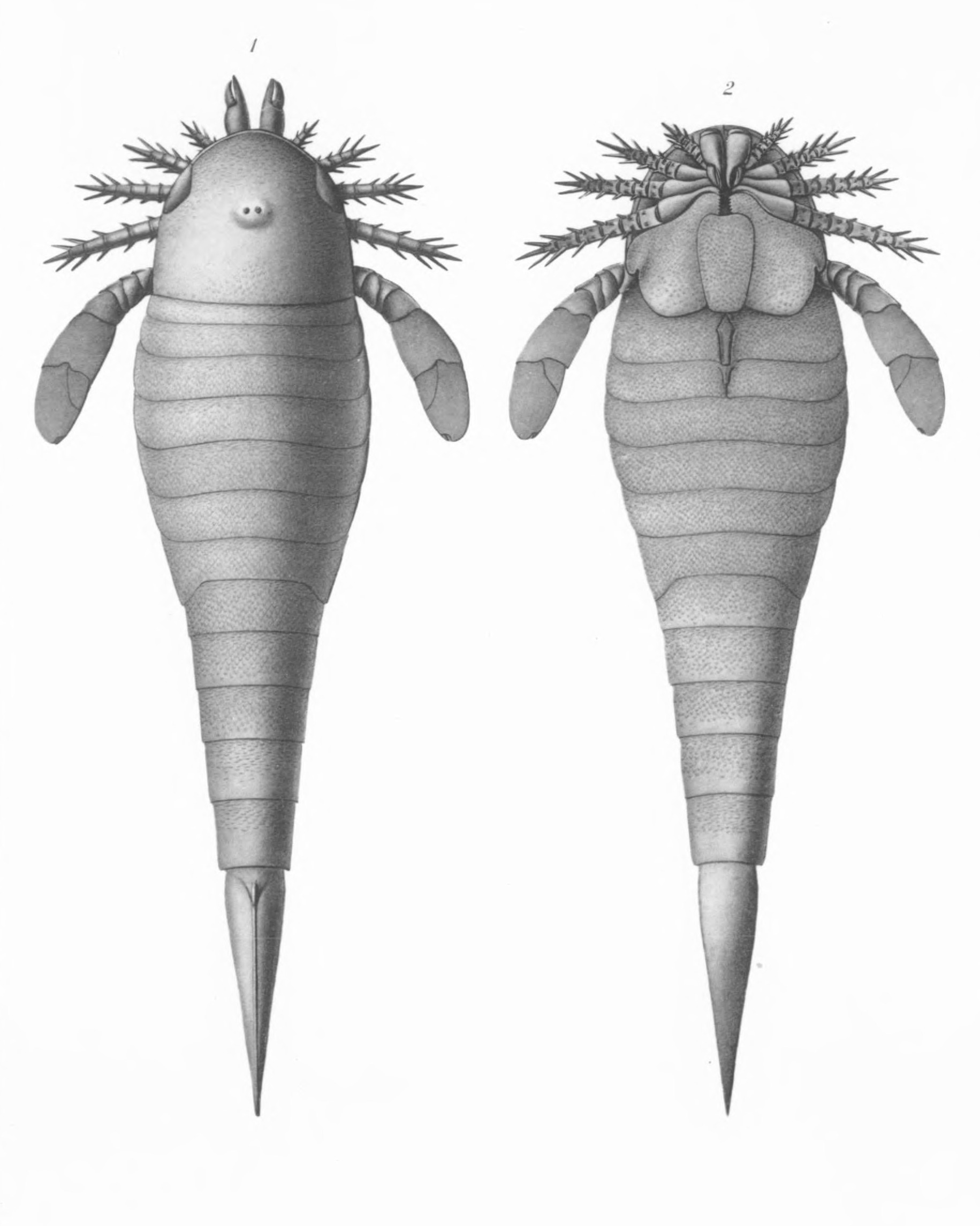
Hughmilleria.
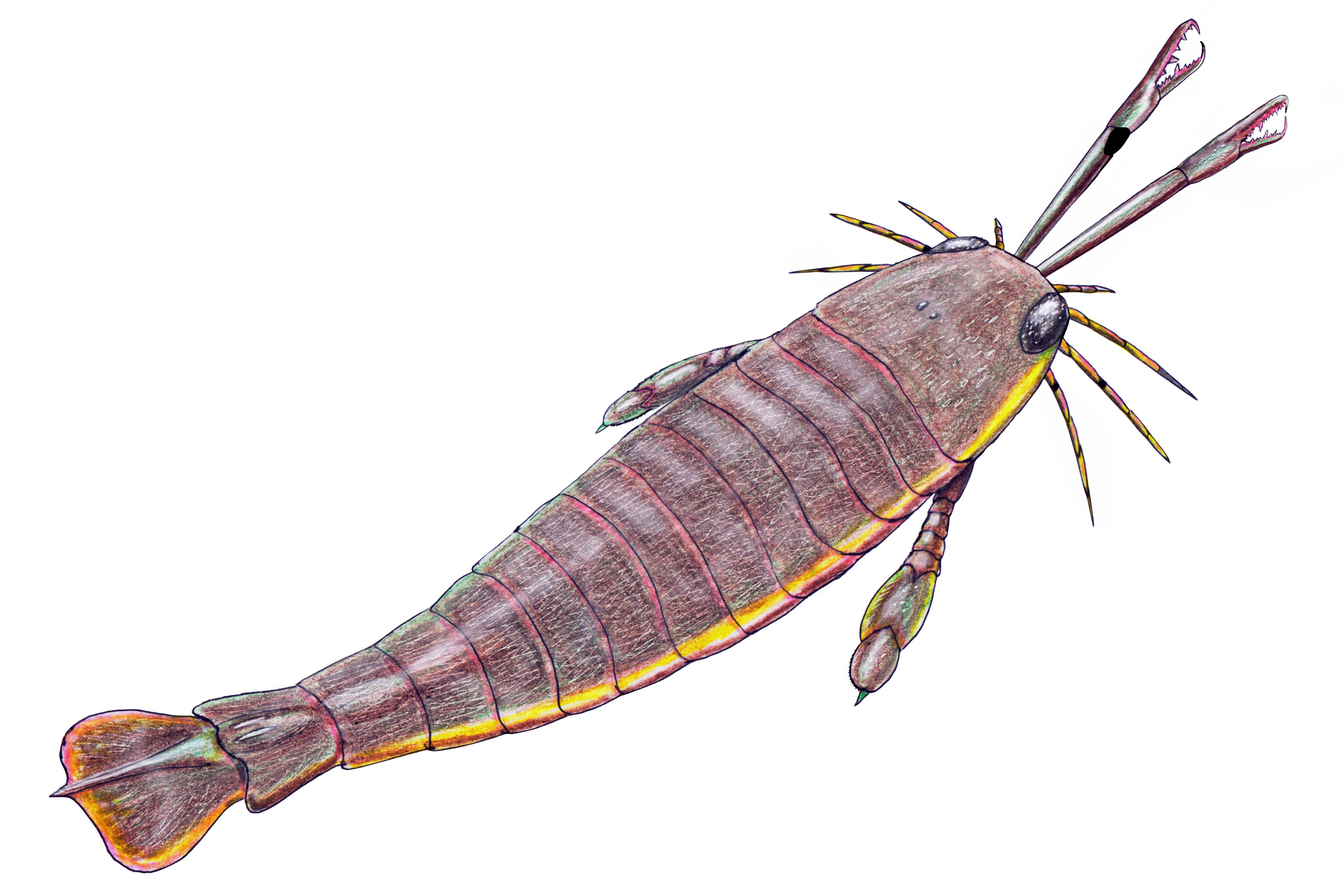
Jaekelopterus.
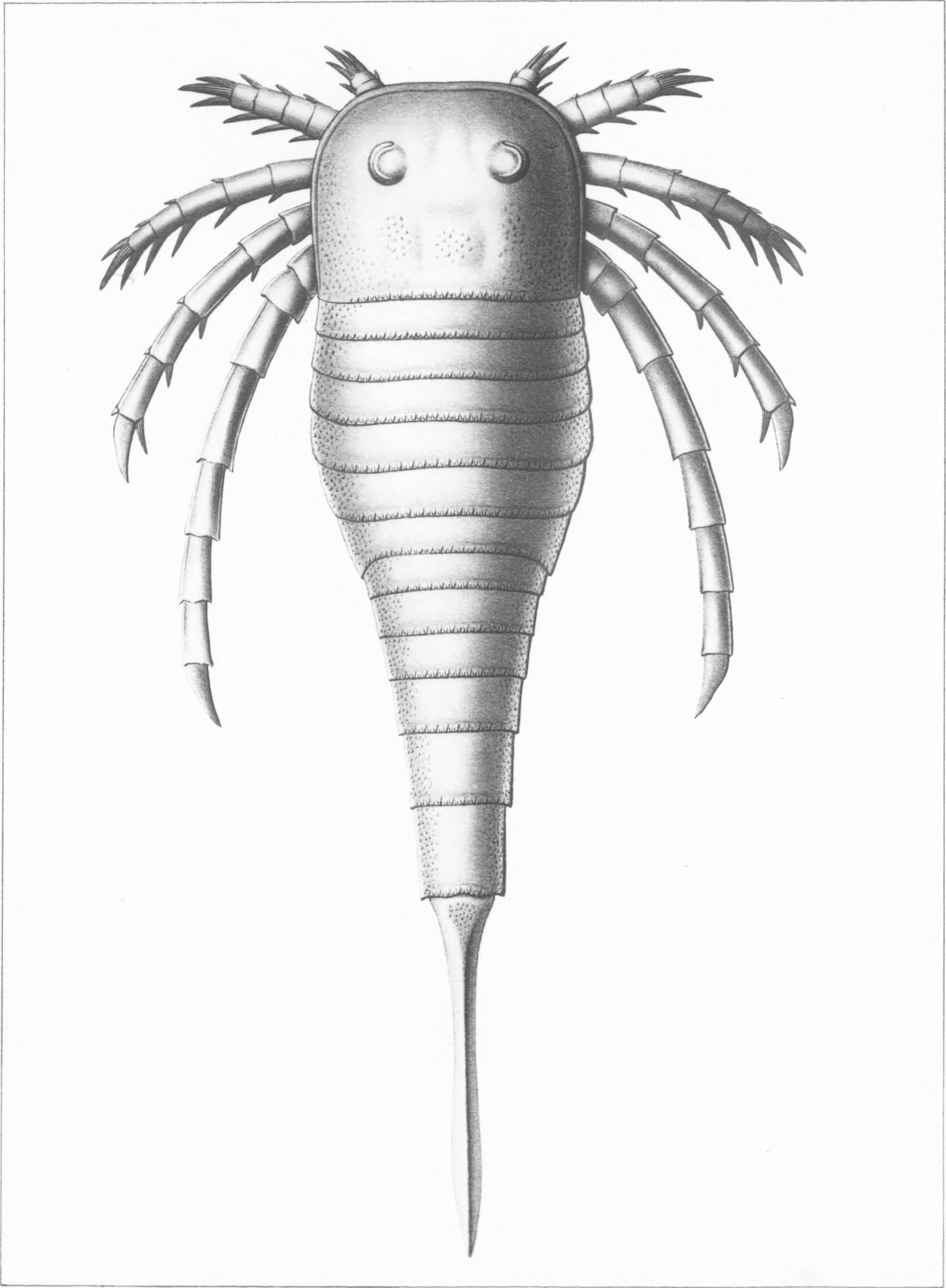
Kokomopterus [en]
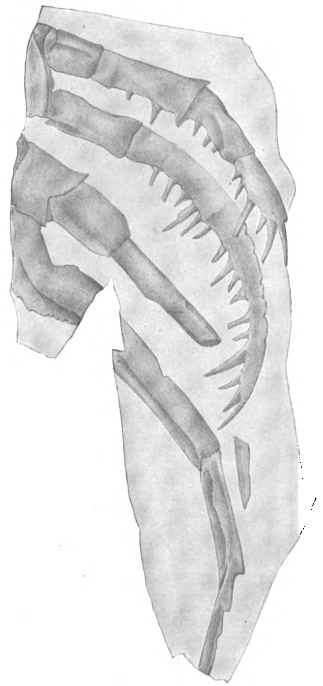
Laurieipterus [en]
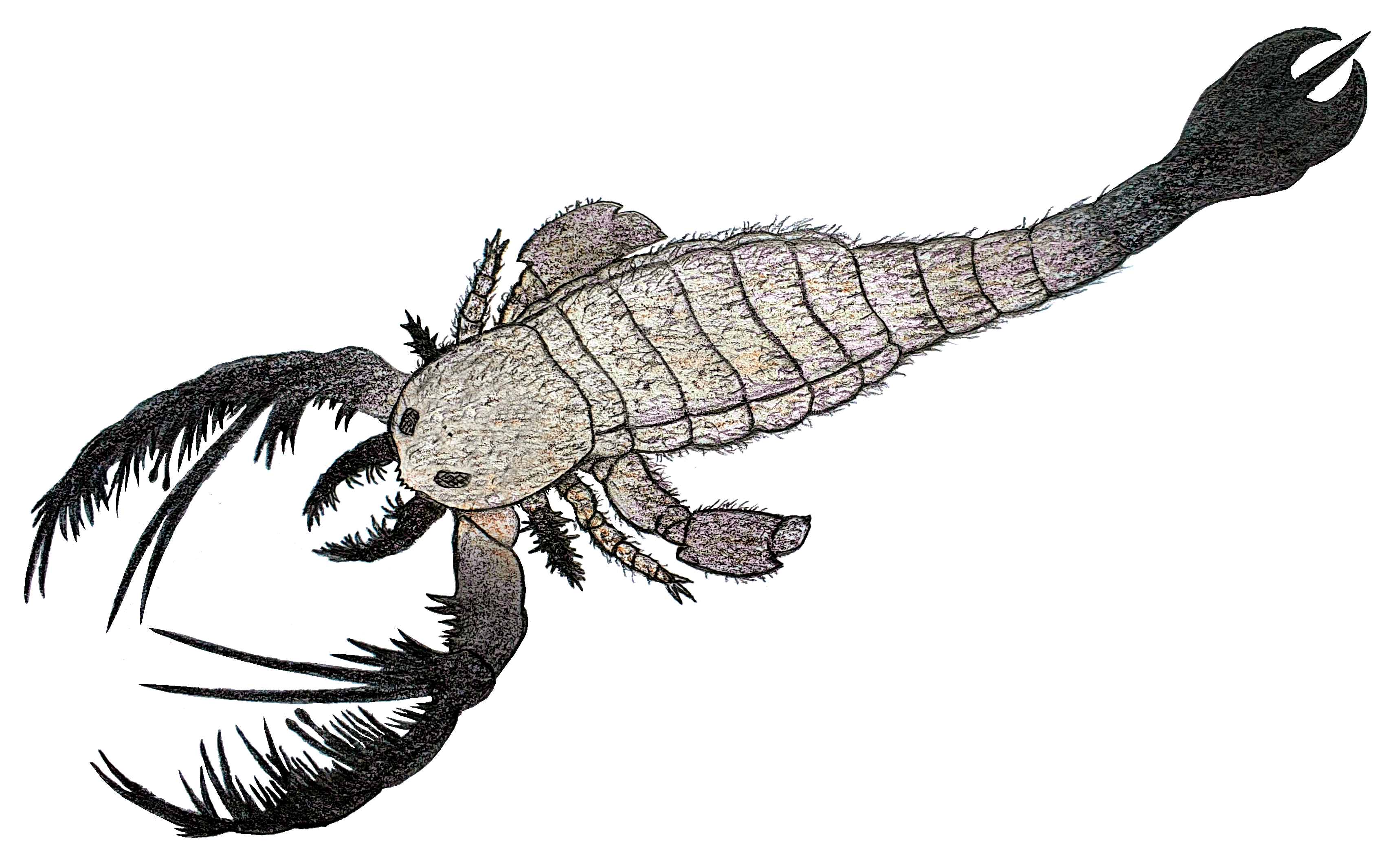
Megalograptus.
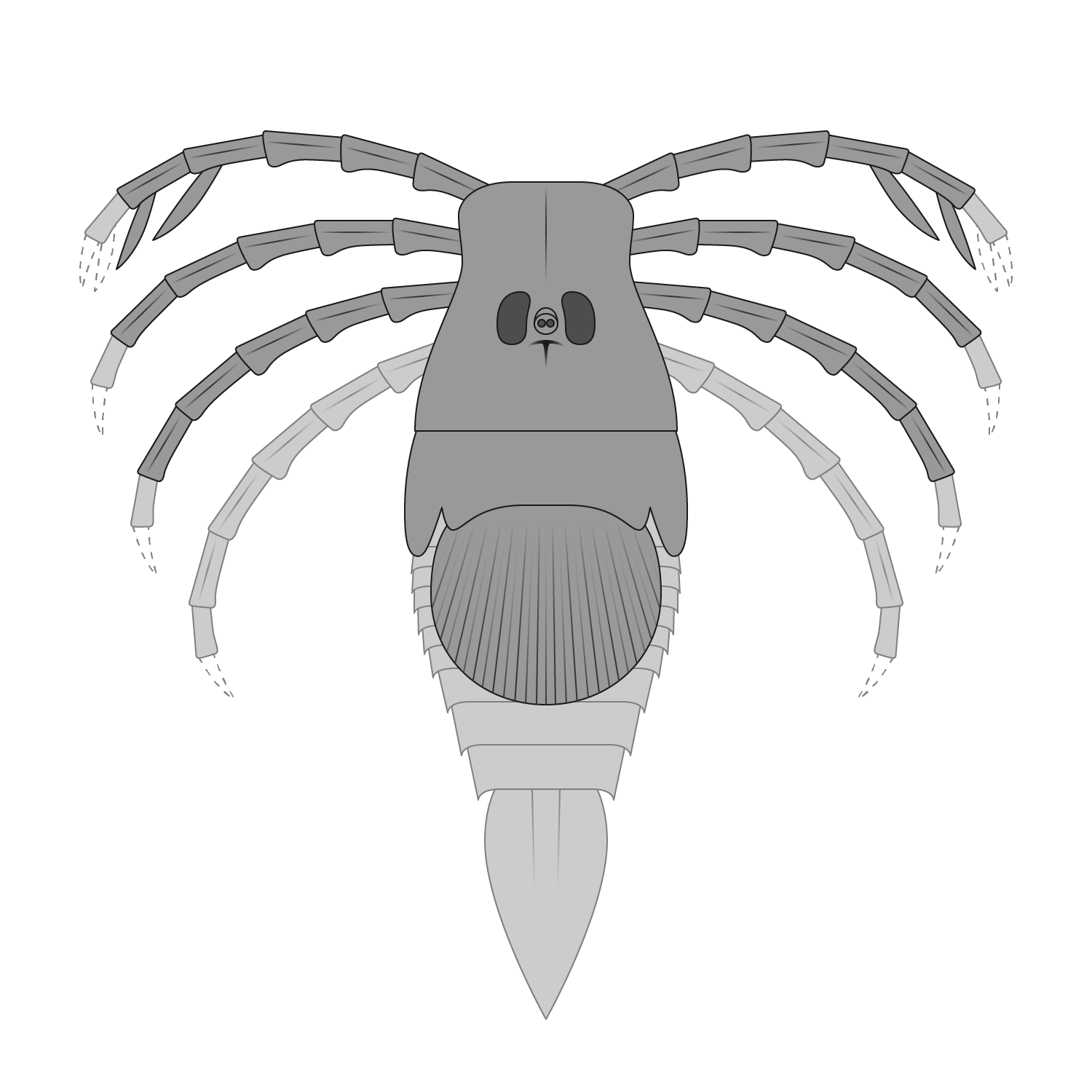
Megarachne.
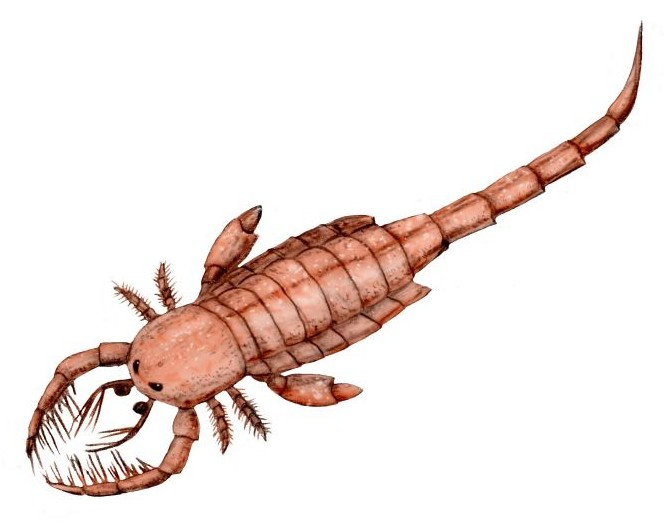
Mixopterus.
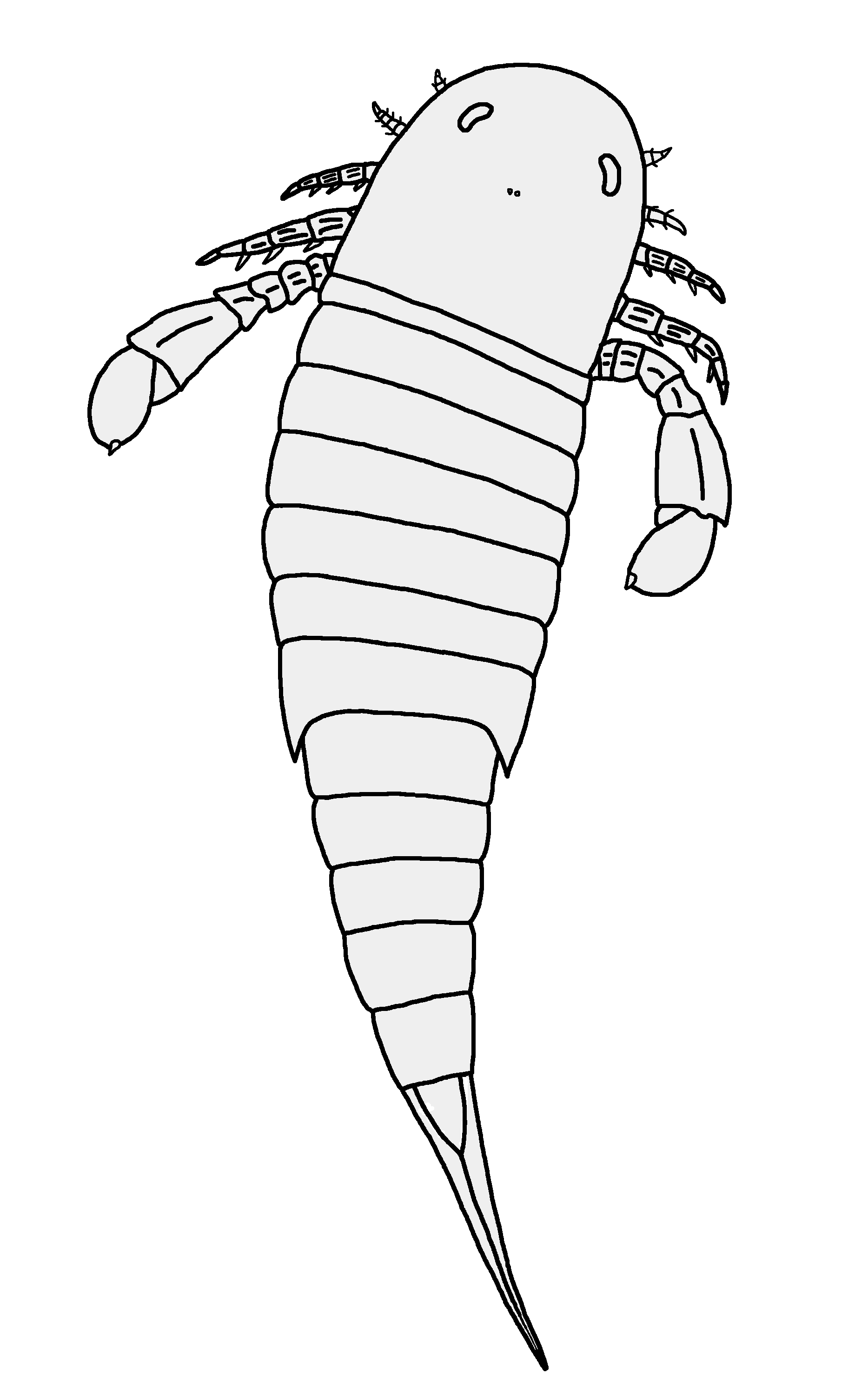
Nanahughmilleria.
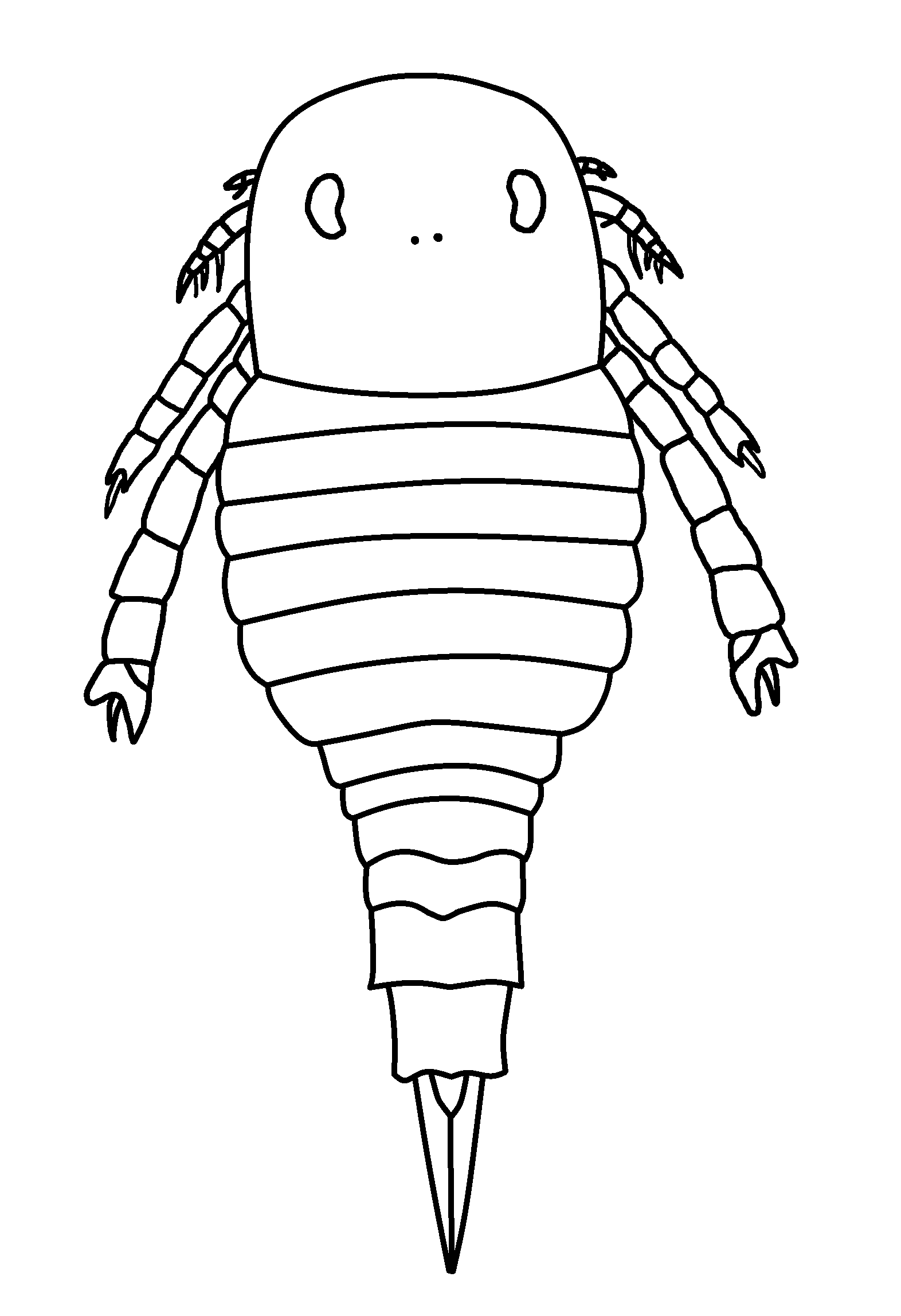
Onychopterella [en]
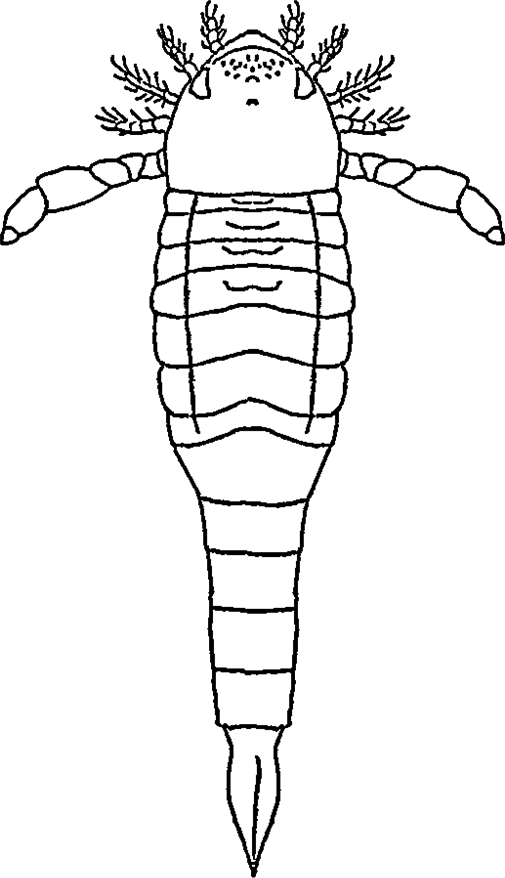
Orcanopterus [en]
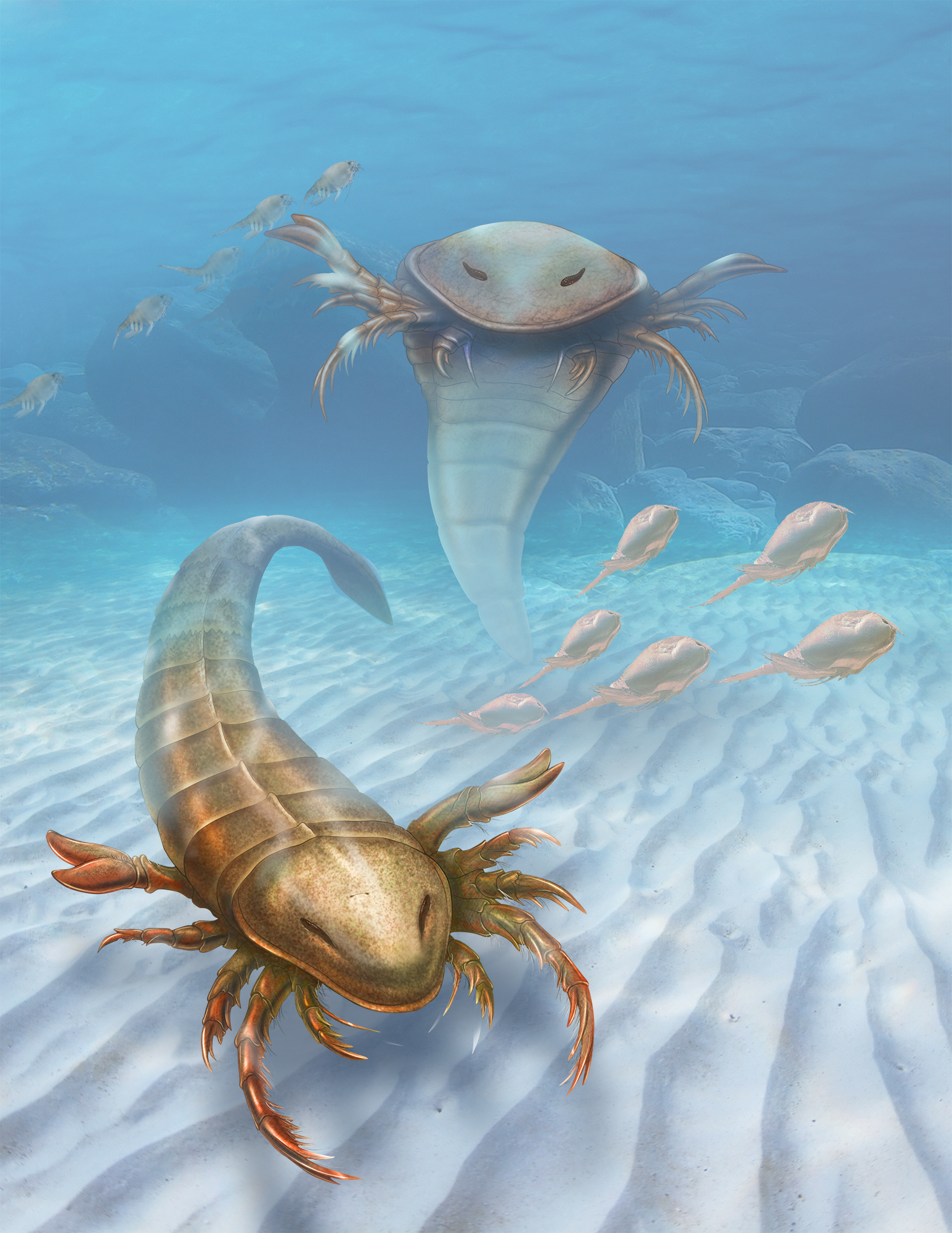
Pentecopterus.
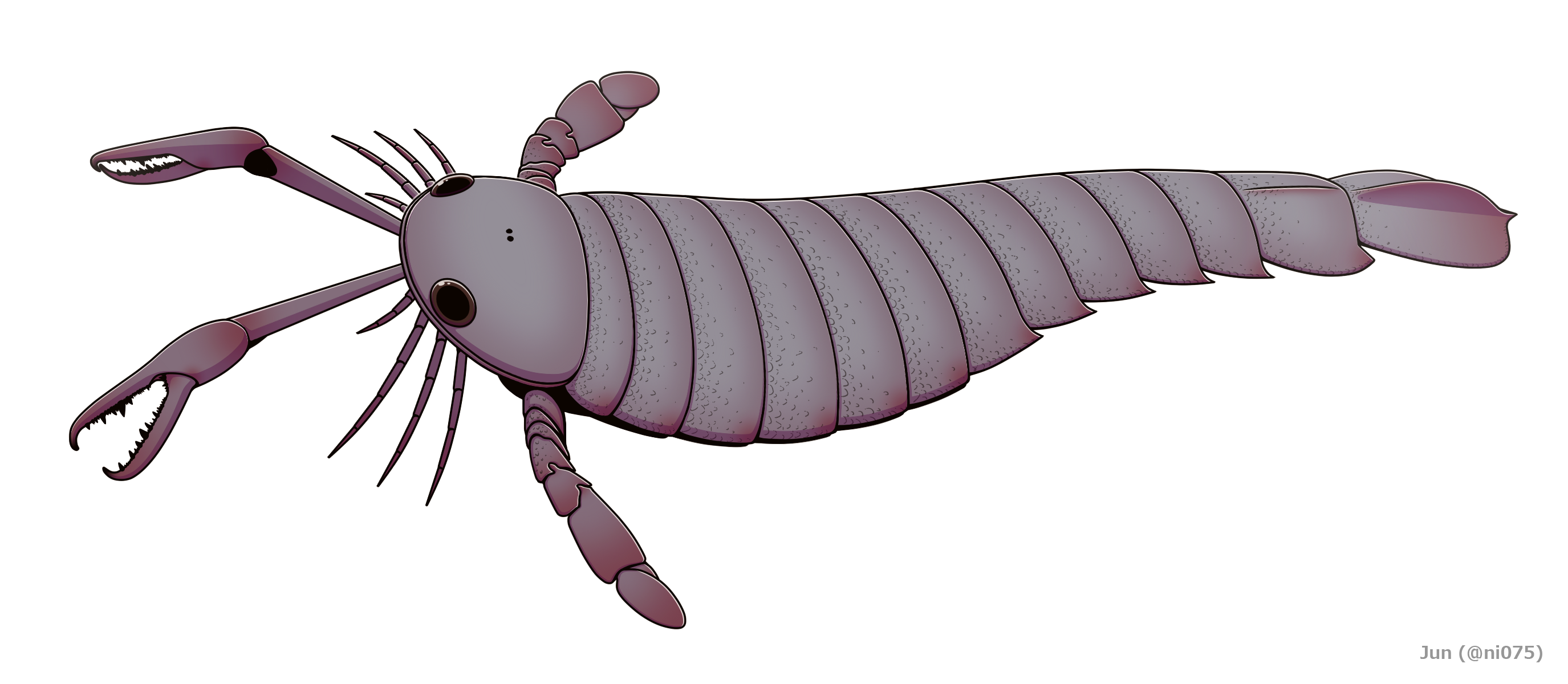
Pterygotus.
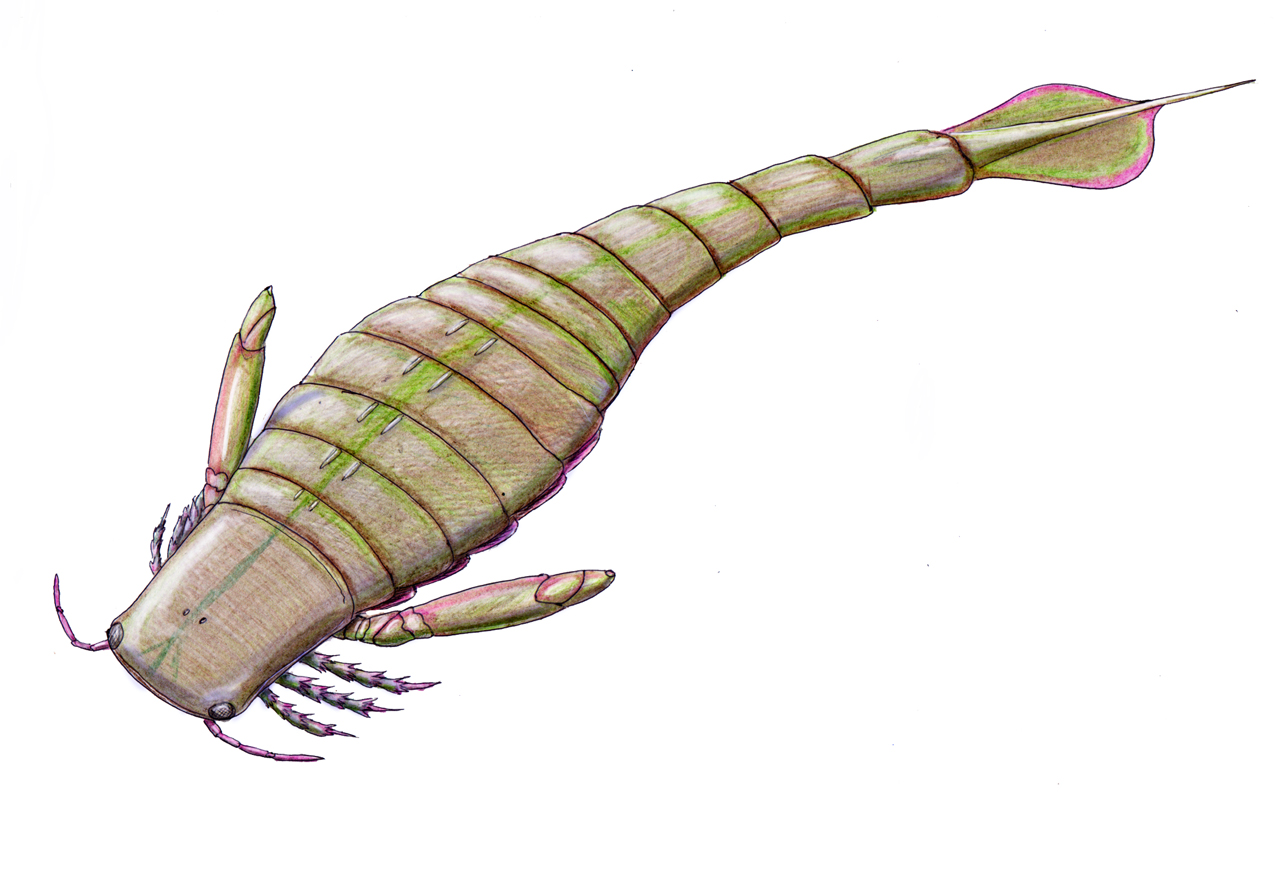
Slimonia.
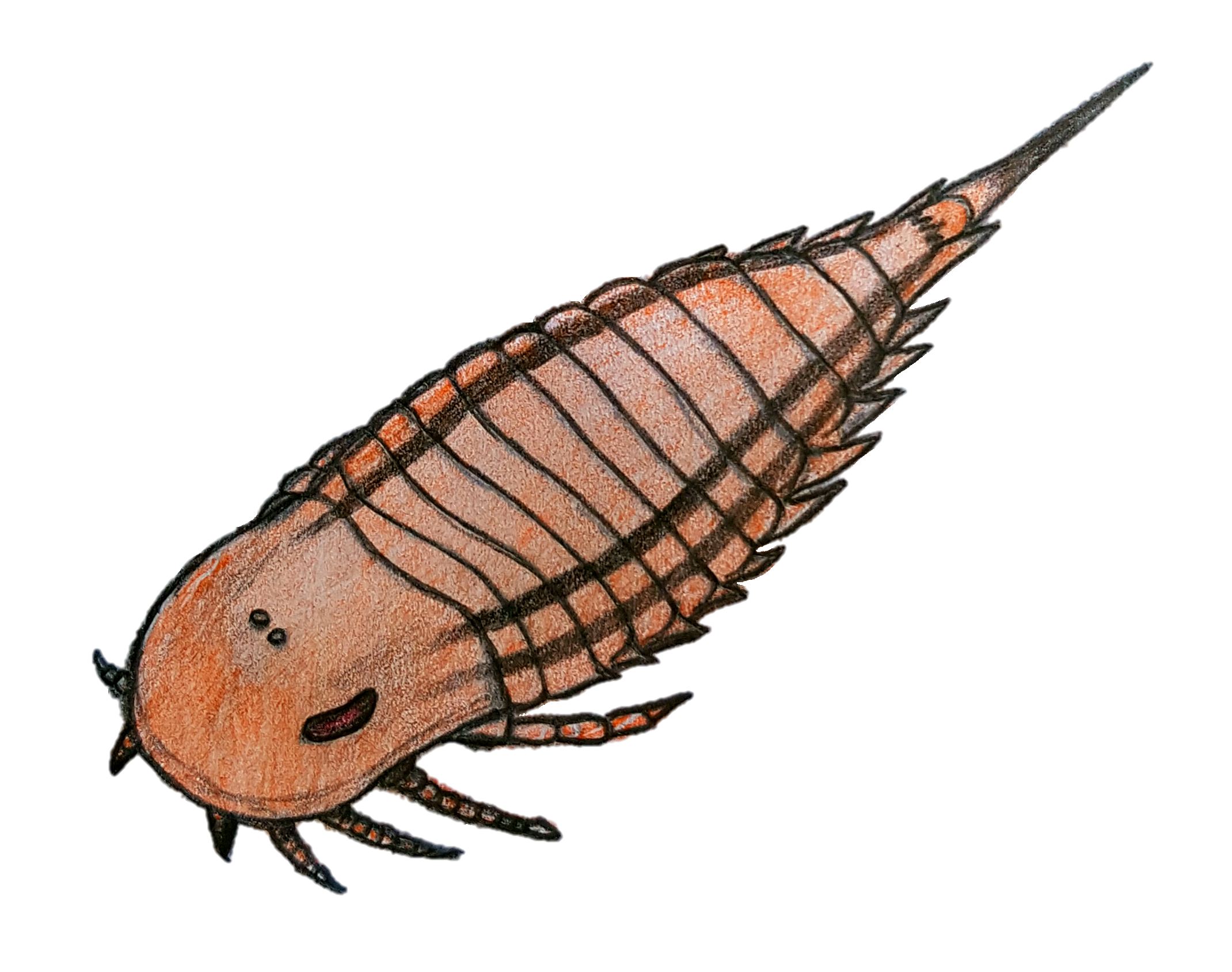
Stoermeropterus [en]
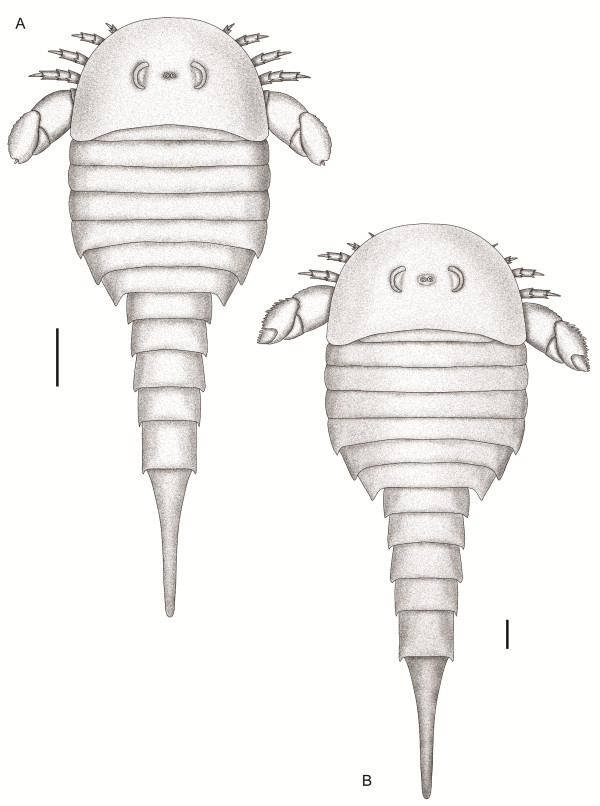
Strobilopterus [en]
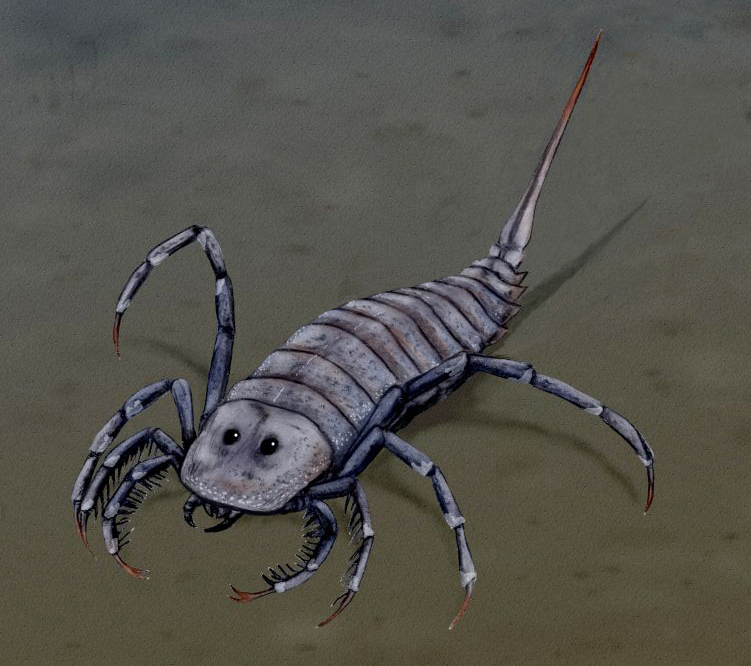
Stylonurus.

### Geral
- Dunlop, J. A., Penney, D. & Jekel, D. 2018. A summary list of fossil spiders and their relatives. In World Spider Catalog. Natural History Museum Bern.

### Citações
1. 1 2 3  Dunlop, J. A., Penney, D. & Jekel, D. 2018. A summary list of fossil spiders and their relatives. In World Spider Catalog. Natural History Museum Bern
2. 1 2  «Wayback Machine» (PDF). www.museunacional.ufrj.br. Consultado em 21 de junho de 2025. Cópia arquivada (PDF) em 6 de junho de 2020
3. ↑  Bicknell, Russell D. C.; Smith, Patrick M.; Poschmann, Markus (1 de outubro de 2020). «Re-evaluating evidence of Australian eurypterids». Gondwana Research: 164–181. ISSN 1342-937X. doi:10.1016/j.gr.2020.06.002. Consultado em 21 de junho de 2025
4. ↑  Rolfe, William; Dzik, Jerzy (1 de Dezembro de 2006). "Angustidontus, a Late Devonian pelagic predatory crustacean". Transactions: Earth Sciences. 97: 75–96. doi:10.1017/S0263593300001413. S2CID 86524135.
5. ↑  Miller, Randall F. (1 de agosto de 1995). «The status of Belinuropsis wigudensis Matthew, 1910, a Pennsylvanian merostome from New Brunswick, Canada». Atlantic Geology. 31 (2). ISSN 1718-7885. doi:10.4138/2104
6. ↑  Anderson, Lyall I.; Moore, Rachel A. (2003). "Bembicosoma re-examined: a xiphosuran from the Silurian of the North Esk Inlier, Pentland Hills, Scotland". Transactions of the Royal Society of Edinburgh: Earth Sciences. 94 (3): 199–206. doi:10.1017/S0263593300000614. S2CID 89604861.
7. ↑  Miller, Randall F.; Tetlie, O. Erik (2007). «The presumed Synziphosuran Bunodella horrida Matthew, 1889 (Silurian; Cunningham Creek Formation, New Brunswick, Canada) is a eurypterid». Journal of Paleontology. 81 (3): 588–590. doi:10.1666/05127.1
8. ↑  Waterston, Charles D. (1958). «XII.—The Scottish Carboniferous Eurypterida». Transactions of the Royal Society of Edinburgh. 63 (2): 265–288. doi:10.1017/S0080456800009492
9. ↑  Tetlie, Odd Erik (2004). Eurypterid phylogeny with remarks on the origin of arachnids (PhD). University of Bristol. pp. 1–344
10. 1 2  Hughes, Emily Samantha (2019). Discerning the diets of sweep-feeding eurypterids through analyses of mesh-modified appendage armature (MS thesis). West Virginia University. pp. 1–61. doi:10.33915/etd.3890
11. ↑  «†Eurypterida». www.helsinki.fi (em inglês). Consultado em 14 de janeiro de 2018
12. ↑  Dunlop, Jason A.; Miller, Randall F. (16 de outubro de 2007). «The fossil arachnid genus Eurymartus MATTHEW, 1895 and the eurypterid genus Eurypterella MATTHEW, 1889 from the Late Carboniferous». Neues Jahrbuch für Geologie und Paläontologie - Abhandlungen (em inglês). 245 (3): 295–300. doi:10.1127/0077-7749/2007/0245-0295
13. 1 2 3 4  Størmer, Leif. "A new eurypterid from the Ordovician of Montgomeryshire, Wales." Geological Magazine; November 1951; v. 88; no. 6; p. 409-422.
14. ↑  D. Waterston, Charles (1 de janeiro de 1964). «II.—Observations on Pterygotid Eurypterids». Transactions of the Royal Society of Edinburgh. 66 (2): 9–33. doi:10.1017/S0080456800023309
15. ↑  Niklas, Karl J. (1976). «Morphological and Ontogenetic Reconstructions of Parka decipiens Fleming and Pachytheca Hooker from the Lower Old Red Sandstone, Scotland». Transactions of the Royal Society of Edinburgh. 69 (21): 483–499. doi:10.1017/S0080456800015507
16. ↑  Lamsdell, James C.; Briggs, Derek E. G.; Liu, Huaibao P.; Witzke, Brian J.; McKay, Robert M. (2015-09-01). "The oldest described eurypterid: a giant Middle Ordovician (Darriwilian) megalograptid from the Winneshiek Lagerstätte of Iowa". BMC Evolutionary Biology. 15: 169. doi:10.1186/s12862-015-0443-9. ISSN 1471-2148. PMC 4556007. PMID 26324341.
17. ↑  Novojilov, N. (1958). Aleksandr Grigorevich Sharov (ed.). Polystomurum strømeri new genus and species of Eurypterida from the Devonian of the region of Voronell. Mat. Princip. Paleont. (Moscow). Vol. 2. pp. 47–50.
18. ↑  Walcott, Charles Doolittle (1911). «Cambrian Geology and Paleontology». Smithsonian Miscellaneous Collections. 57 (2): 17–40
19. ↑  Zhang, Xingliang; Han, Jian; Shu, Degan (2002). «New occurrence of the Burgess Shale arthropod Sidneyia in the Early Cambrian Chengjiang Lagerstätte (South China), and revision of the arthropod Urokodia». Alcheringa: An Australasian Journal of Palaeontology. 26 (1): 1–8. doi:10.1080/03115510208619239
20. ↑  Plax, Dmitry P.; Lamsdell, James C.; Vrazo, Matthew B.; Barbikov, Dmitry V. (2018). "A new genus of eurypterid (Chelicerata, Eurypterida) from the Upper Devonian salt deposits of Belarus". Journal of Paleontology. 92 (5): 838–849. doi:10.1017/jpa.2018.11. S2CID 134054742.
21. ↑  Hou, X.-G; Bergström, J (22 de dezembro de 1997). «Arthropods of the Lower Cambrian Chengjiang fauna, southwest China». Fossils and Strata. 45: 1–116
22. ↑  Wang, Han; Dunlop, Jason A.; Gai, Zhikun; Lei, Xiaojie; Jarzembowski, Edmund A.; Wang, Bo (2021). "First mixopterid eurypterids (Arthropoda: Chelicerata) from the Lower Silurian of South China". Science Bulletin. 66 (22): 2277–2280. Bibcode:2021SciBu..66.2277W. doi:10.1016/j.scib.2021.07.019. PMID 36654455.
23. ↑  Poschmann, Markus (1 de Dezembro de 2015). "Sea scorpions (Chelicerata, Eurypterida) from the Lower Devonian (Siegenian) of the Lahrbach Valley/Westerwald area (SW Germany, Rhineland-Palatinate)". Paläontologische Zeitschrift. 89 (4): 783–793. doi:10.1007/s12542-015-0261-9. ISSN 0031-0220. S2CID 128555537.
24. ↑  Anderson, Lyall I.; Poschmann, Markus; Brauckmann, Carsten (1 de novembro de 1998). «On the Emsian (Lower Devonian) arthropods of the Rhenish Slate Mountains: 2. The synziphosurine Willwerathia». Paläontologische Zeitschrift (em inglês). 72 (3–4): 325–336. ISSN 0031-0220. doi:10.1007/BF02988363
25. ↑  Vrazo, Matthew B.; Ciurca, Samuel J. (2018). "New trace fossil evidence for eurypterid swimming behaviour". Palaeontology. 61 (2): 235–252. doi:10.1111/pala.12336. ISSN 1475-4983. S2CID 133765946.
26. ↑  Hanken, N.-M. & Størmer, L. (1975): "The trail of a large Silurian eurypterid". Fossils and Strata, No. 4, pp. 255-270, Pl. 1 -3.
27. ↑  Adolf Seilacher (2007). "Arthropod trackways". Trace Fossil Analysis. Springer. pp. 18–31. ISBN 978-3-540-47225-4.